# Ватто, Антуан
Жан-Антуа́н Ватто́ (фр. Jean-Antoine Watteau, [ʒɑ̃ ɑ̃twan vato]; 10 октября 1684, Валансьен — 18 июля 1721, Ножан-сюр-Марн близ Парижа) — французский живописец и рисовальщик, академик Королевской академии живописи и скульптуры (с 1717; ассоциированный член с 1712); выдающийся мастер, «один из создателей стиля французского Регентства»  и основоположников искусства рококо. За недолгий период творческой жизни, большая часть которой прошла в Париже, Ватто оставил богатое наследие: около тысячи рисунков и более 200 картин; из числа последних, помимо пейзажей, портретов, мифологических, религиозных, батальных и бытовых сцен, наибольшую известность ему принесли так называемые галантные сцены — групповые изображения фигур в парковом пространстве. Большое влияние на Ватто имели достижения художников предшествующих эпох — представителей фламандской, французской и итальянских школ с одной стороны и реалии современной ему культуры (в частности, взаимодействие традиций французского театра и итальянской комедии дель арте) — с другой.
Творчество Ватто, шедшее вразрез с академической традицией и с теорией просветительского реализма, вызывало неодобрение современников в XVIII веке; более широкое признание оно получило на волне развития романтизма и импрессионизма в XIX веке; тогда же начинается научное изучение жизни и творчества Ватто, послуживших источником вдохновения для деятелей искусства последующих периодов. Масштабная ретроспективная выставка, представившая важнейшие вехи творчества Ватто, состоялась в 1984—1985 годах к трёхсотлетней годовщине его рождения; библиография работ о художнике насчитывает более 500 наименований.

## Биография

### Семья художников
Историки искусства рисуют образ Ватто как одинокого, нелюдимого и застенчивого провинциального юноши, попавшего в бурную жизнь Парижа. Вероятно, так оно и было. Однако Антуан был родоначальником художественной семьи. Его племянник Луи-Жозеф («Ватто из Лилля») стал живописцем, основателем Музея изящных искусств Лилля, и внучатый племянник Франсуа Ватто тоже стал художником.

### Ранние годы и ученичество
Жан Антуан Ватто был крещён 10 октября 1684 года в Валансьене — некогда крупном центре графства Эно, ставшем частью бургундских и габсбургских Нидерландов и лишь незадолго до рождения будущего живописца присоединённом к Франции. Антуан — по происхождению предположительно валлон — был вторым из четырёх сыновей потомственного кровельщика Жана Филиппа Ватто (1660—1720) и его супруги Мишель Ларденуа (1653—1727), бывших довольно состоятельной семьёй — Ватто-старший выбился в подрядчики, несмотря на грубый нрав и вытекавшие из этого судебные разбирательства. С раннего детства он пристрастился к рисованию, и отец отдал его в ученики местному живописцу Жаку-Альберу Жерену (1640—1702), мастеру незначительного дарования. По словам Жана де Жюльена, одного из друзей и первых биографов художника, «Ватто, которому в то время было лет десять-одиннадцать, учился с таким увлечением, что через несколько лет наставник уже перестал ему быть полезен, ибо не мог должным образом руководить им». По другим сведениям, пребывание в мастерской Жерена продолжалось недолго из-за того, что через некоторое время отец отказался оплачивать обучение сына.
Между 1700 и 1702 годами Антуан Ватто против воли отца, тайно покидает Валансьен и, не имея никаких средств, пешком добирается до Парижа. Возможно, его побегу в Париж способствовало несколько причин: с одной стороны, юноша мог уйти подальше от начавшейся в соседней стране в 1701 году войны за Испанское наследство, с другой — повлияло знакомство в Валансьене с художником-декоратором Метейе. Согласно этой версии, Метейе выдавал себя за способного театрального декоратора, и в первое время своего пребывания в Париже Ватто работал под его руководством для театра. Однако успехов Метейе не снискал и спустя несколько месяцев был вынужден вернуться на родину. Достоверно известно лишь то, что вскоре после прибытия в Париж Ватто, не имея денег на существование, нанимается в живописную мастерскую на мосту Нотр-Дам, владелец которой организовал серийное изготовление дешёвых копий картин в «простонародном вкусе» для оптовых покупателей. Ватто множество раз механически копировал одни и те же популярные картины (например «Старушку за чтением» Герарда Доу), а все свободное время отдавал рисованию с натуры, что свидетельствовало о его исключительном трудолюбии.
Около 1704 года Ватто обрёл первых покровителей в лице Пьера Мариетта Второго (1634—1716) и его сына Жана, гравёров и коллекционеров, владельцев крупной фирмы, торговавшей гравюрами и картинами. У Мариеттов Ватто получил возможность познакомиться с гравюрами Рембрандта, рисунками Тициана, эстампами Рубенса и впервые погрузился в атмосферу подлинного профессионализма. При посредничестве Мариеттов Ватто становится учеником художника Клода Жилло, мастера театральных декораций и создателя небольших картин, изображавших сцены итальянской комедии. Несколько лет ученичества у Жилло сыграли важную роль в становлении Ватто. Здесь он вплотную столкнулся с тематикой, которая впоследствии стала одной из основ его творчества, и получил возможность увидеть театральную жизнь изнутри. Возможно, что учёба у Жилло и не оказала решающего влияния на живописное формирование Ватто, но она существенно обогатила художественный вкус недавнего провинциала и привела его к осознанию собственной индивидуальности. По словам ещё одного друга и биографа художника, Эдм-Франсуа Жерсена, «у этого мастера Ватто воспринял лишь вкус к гротеску и к комическому, а также вкус к современным сюжетам, которым он посвятил себя впоследствии. И все же надо признать, что у Жилло Ватто окончательно разобрался в самом себе и что с тех пор стали более явственными признаки таланта, который предстояло развить».
От периода ученичества у Жилло сохранилось лишь несколько картин Ватто, в которых ещё с трудом угадываются черты его будущего стиля: «Арлекин — император Луны» (предположительно написанный по несохранившемуся рисунку Жилло) и «Сатира на врачей» (одно время ассоциировавшаяся с пьесой Мольера «Господин де Пурсоньяк»), находящиеся в музее изящных искусств Нанта и московском ГМИИ имени А. С. Пушкина соответственно.
В 1707 или 1708 году Ватто, у которого довольно рано стал проявляться ранимый и неуживчивый характер, ушёл от Жилло и перешёл в ученики и помощники к известному художнику-декоратору Клоду Одрану (1658—1734), хранителю художественной коллекции Люксембургского дворца. К этому времени талант и редкостное трудолюбие Ватто настолько отшлифовали его рисунок и живопись, что Одран, по словам Жерсена, оценивший «лёгкость и проворство кисти юного живописца, создал ему лучшие условия, в соответствии с той прибылью, которую он извлекал из его труда». И хотя Ватто не прошёл академической школы — не рисовал мраморов и гипсов, не изучал античных декоративных композиций — он на ходу усваивал принципы прихотливо-изысканной орнаментики нового учителя и под его руководством сочинял сцены для стенных росписей.

«Именно у Одрана Ватто впервые столкнулся с понятием, сослужившим ему в дальнейшем немаловажную службу, с понятием — пусть чисто практическим — стиля, последовательной системы изображения, где каждая деталь при видимом разнообразии пронизана единой пластической интонацией, где малейший отход от общей мелодии линий и объёмов оборачивается фальшью и вызывает распад композиции… В орнаментах и фантастических узорах, во всех этих раковинах, листьях, гирляндах, цветах Ватто постигал не только премудрости равновесия, стилевого единства и гармонии, не только учился своему делу, но, кроме того, скорее всего бессознательно, впитывал в себя „эстетические мелодии“, пластическую моду времени…»— М. Ю. Герман («Антуан Ватто»).
Ватто принимал участие в выполнении декоративных заказов Одрана и при этом имел возможность без всяких ограничений изучать художественные коллекции Люксембургского дворца. В то время дворец использовался лишь как хранилище картин, шпалер, мебели и прочих сокровищ, не почитавшихся достойными Версаля, и стал для Ватто фактически музеем. Центральное место здесь занимал знаменитый цикл из 24 монументальных полотен Рубенса «Жизнь Марии Медичи». Среди картин коллекции Ватто также встречался с мифологическими пейзажами Пуссена, а выходя из дворца, попадал в почти всегда пустынный пейзаж парка, начинавшийся с нарядных стриженых кустов, аллей и бассейнов и переходящий в запущенную густую рощу. Виды Люксембургского парка не могли не послужить визуальным материалом для последующей живописи Ватто.
Летом 1709 года Ватто участвовал в конкурсе Королевской академии художеств на соискание Римской премии. Для приема в кандидаты на Римскую премию нужно было представить рекомендацию одного из членов Академии и эскиз на заданный библейский или мифологический сюжет. Академики отбирали эскизы, которые считали достойными, и назначали соискателям вариацию на тему заявленного сюжета. Кто был покровителем Ватто, неизвестно, не сохранились ни его эскиз, ни окончательная картина. Достоверно известно лишь то, что Ватто вместе с четырьмя другими конкурсантами должен был изобразить возвращение Давида после победы над Голиафом. 31 августа был оглашен результат, согласно которому первую премию и право на длительную поездку в Рим Ватто не получил, его картина получила второе место. Остро переживая своё поражение, 24-летний Ватто уходит от Одрана и, покинув Париж, уезжает на родину в Валансьен.

### Обретение стиля. 1710—1715
Ко времени отъезда Ватто из Парижа относится создание художником первых рисунков и картин из небольшой серии, посвящённой военным сценам. Эта серия, как и подавляющее большинство произведений Ватто, не имеет авторских датировок и определяется специалистами периодом 1710—1715 годов. Из записок Жерсена известно, что первую из своих батальных сцен «Выступление войск» Ватто писал не на заказ и решил продать её, чтобы ехать в Валансьен не с пустыми руками. Неожиданно для художника картина на военную тематику не только была успешно реализована, но и последовал заказ на следующую, её Ватто написал уже по приезде в Валансьен («Бивуак». 1710. ГМИИ им. А. С. Пушкина). У этих и последующих картин серии нет единой сквозной фабулы, «это разные вариации одной и той же темы, объединённые, пожалуй, лишь отсутствием собственно военного сюжета — никто не стреляет, не бежит в атаку и не размахивает саблями». В Валансьене он знакомится с Антуаном де Лароком (1672—1744), офицером эскадрона королевской конной жандармерии, долечивавшимся после тяжёлого ранения. Де Ларок — литератор, впоследствии многолетний редактор журнала Mercure de France — вскоре становится одним из близких друзей художника. Вероятнее всего, продолжение Антуаном Ватто военной серии было связано не только с её успехом у покупателей, но и с периодом тесного общения с де Лароком.

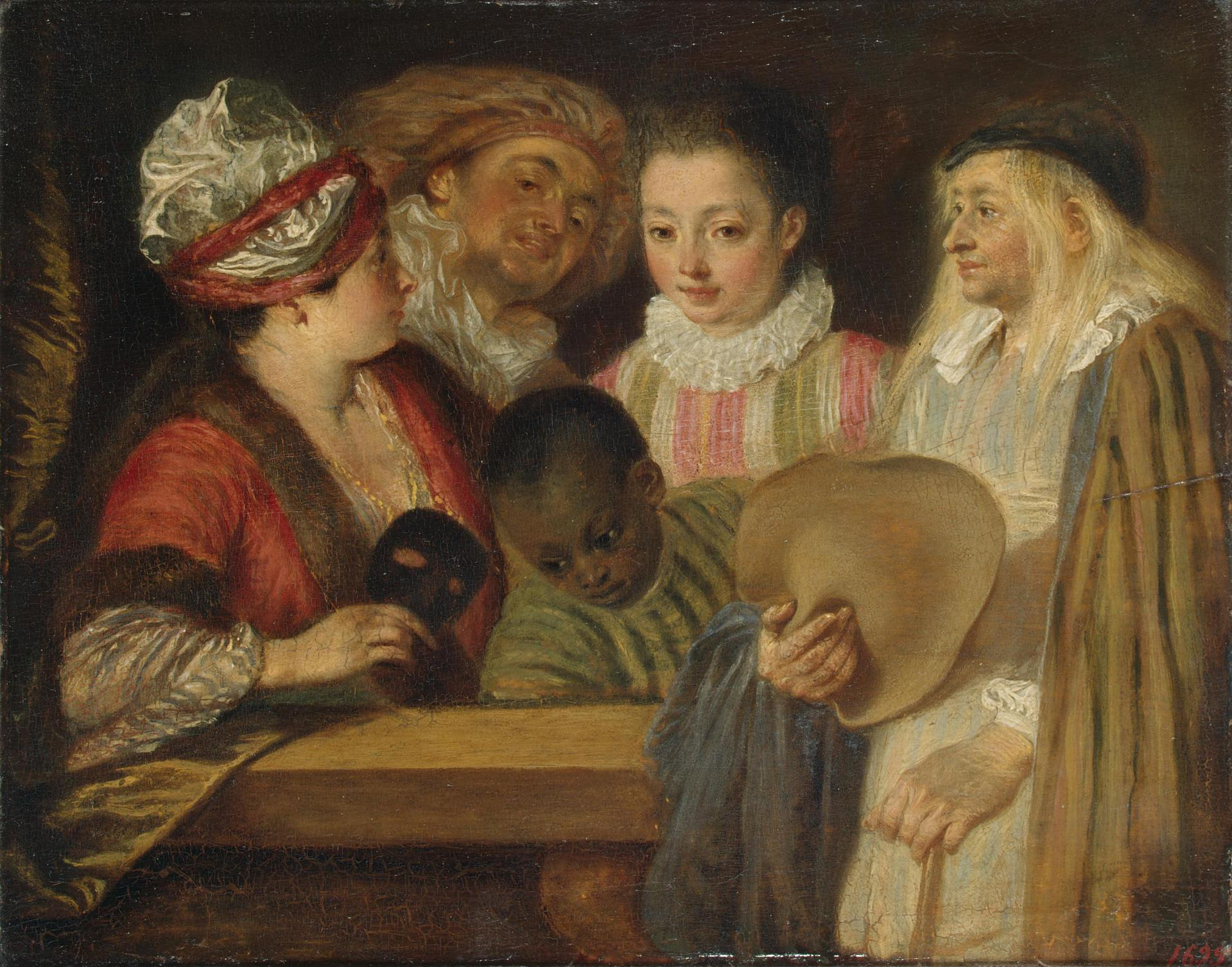
Кокетки
(Актёры Французского театра)
Около 1711—1718
Дерево, масло. 20 × 25 см
Эрмитаж, Санкт-Петербург

Здесь же происходит знакомство с местным сорокалетним скульптором Антуаном-Жозефом Патером (1670—1747), для которого 25-летний Ватто уже был парижской знаменитостью и которого Патер просит стать покровителем для своего 15-летнего сына Жана-Батиста, начинающего живописца. Пробыв в Валансьене менее года, Ватто возвращается с учеником в Париж, где принимает приглашение заказчика своих военных картин — торговца живописью Пьера Сируа (1665—1726) поселиться у него и на него работать. С 1716 по 1718 год Ватто жил в одном доме со своим новым другом, фламандским живописцем Никола Флёгельсом в районе Сен-Виктор. Произведения Ватто уже привлекли внимание любителей искусства. Он много работает, и с начала 1710-х годов его известность неуклонно растёт, хотя сам художник как правило исполнен неудовлетворённостью всем, что выходит из-под его кисти. При этом у него развивается серьёзная болезнь, туберкулёз.
С начала 1710-х годов в творчество Ватто начинают прочно входить темы, связанные с жизнью театра и актёров. Интерес к театральной образности, — возникший, возможно, в ранние годы в Валансьене и сложившийся в период ученичества у Жилло — стал одной из самых ярких примет его нового стиля. Но в произведениях Ватто нет реальных театральных сцен, конкретной обстановки (как в картинах его наставника Жилло). Он придумывает свои ситуации, свои мизансцены, заменяя декорации условным пейзажным фоном.

«Театр привлекал Ватто как художественно претворенная жизнь, как выражение человеческих страстей, очищенных от случайностей будней, освещенных огнями рампы, расцвеченных яркими костюмами. Ярмарочный театр, в котором многое восходило к комедии дель арте, не знал замкнутости сцены, разрыва между зрелищем и жизнью. Актёры перебрасывались репликами с партнером, выходили в зрительный зал. И это подкрепляло свойственное Ватто ощущение жизни как игры, а характеров как масок. Да, действительно, театр — это вторая жизнь, а жизнь — подобие сцены. И там и здесь — лицедейство, игра, обман, притворная любовь, притворная грусть и веселость».— М. В. Алпатов («Антуан Ватто»).
В доме Сируа Ватто знакомится с его зятем Эдм-Франсуа Жерсеном (1694—1750), торговцем произведениями искусства, вскоре ставшим близким другом художника. При посредничестве Сируа Ватто обретает мецената и покровителя в лице богатейшего банкира и обладателя одного из крупнейших собраний живописи Пьера Кроза́. В 1714 году, приняв предложение Кроза́ поселиться в его только что отстроенном парижском особняке, Ватто получил возможность общения с шедеврами его знаменитой коллекции и, по словам Жерсена, «жадно набросился на них и не знал иных радостей, как только без конца рассматривать и даже копировать рисунки великих мастеров».
В доме Кроза́ Ватто жил по соседству с академиком живописи Шарлем де Лафоссом, которому банкир также оказывал покровительство и с которым молодого художника связывали добрые отношения. В 1712 году Ватто предпринял попытку вступления в Королевскую академию художеств, и, по свидетельству Жерсена, Лафосс способствовал принятию его в число «причисленных». Увидев работы Ватто, представленные на суд академиков, Лафосс сказал скромному молодому человеку: «Друг мой, вы не сознаёте своего таланта и недооцениваете своих сил; поверьте, своим мастерством вы превосходите нас; мы считаем, что вы можете стать украшением нашей Академии; подайте прошение, и мы примем вас в нашу среду».

### Вершина творчества. 1716—1721
Вместо двух лет, положенных на создание обязательной картины для вступления в Академию, Ватто потребовалось пять лет. При этом у Ватто было немаловажное преимущество: академики не стали давать ему конкретный сюжет (что было обычным правилом для вступающих), а оставили выбор на усмотрение художника. Это свидетельствовало о высокой репутации Ватто, однако не давало ему возможность представить в качестве обязательной картины всё что ему было угодно. В течение этих пяти лет он несколько раз просил отсрочки и был неоднократно вызываем в Академию «для дачи объяснений о причинах запоздания».
К 1717 году, когда обязательная работа «Паломничество на остров Киферу» была, наконец, выполнена, картины Антуана Ватто, получившие у современников обиходное название «галантных сцен», имели столь широкий успех, что это дало возможность членам Академии не рассматривать обязательную работу художника в обязательной системе классических жанров. Для Ватто было сделано исключение: его картине был присвоен специальный статус «галантное празднество», тем самым Академия особо отметила заслуги художника. Запись в протоколе собрания Королевской академии художеств от 28 августа 1717 года гласила: «Сьер Антуан Ватто, живописец, родом из Валансьена, причисленный 30 июля 1712 года, прислал картину, которую ему предложили исполнить для его приема в Академию. Она изображает…». Первоначально было написано: «паломничество на остров Киферу»; затем писец зачеркнул эти слова, а вместо них написал: «галантное празднество». Ватто был избран в полные члены Академии. На церемонии, помимо первого королевского живописца Антуана Куапеля и других известных художников (в том числе наставника Ватто Клода Жилло), присутствовал некоронованный властитель Франции, регент малолетнего Людовика XV «Его Королевское Высочество монсеньор герцог Орлеанский».

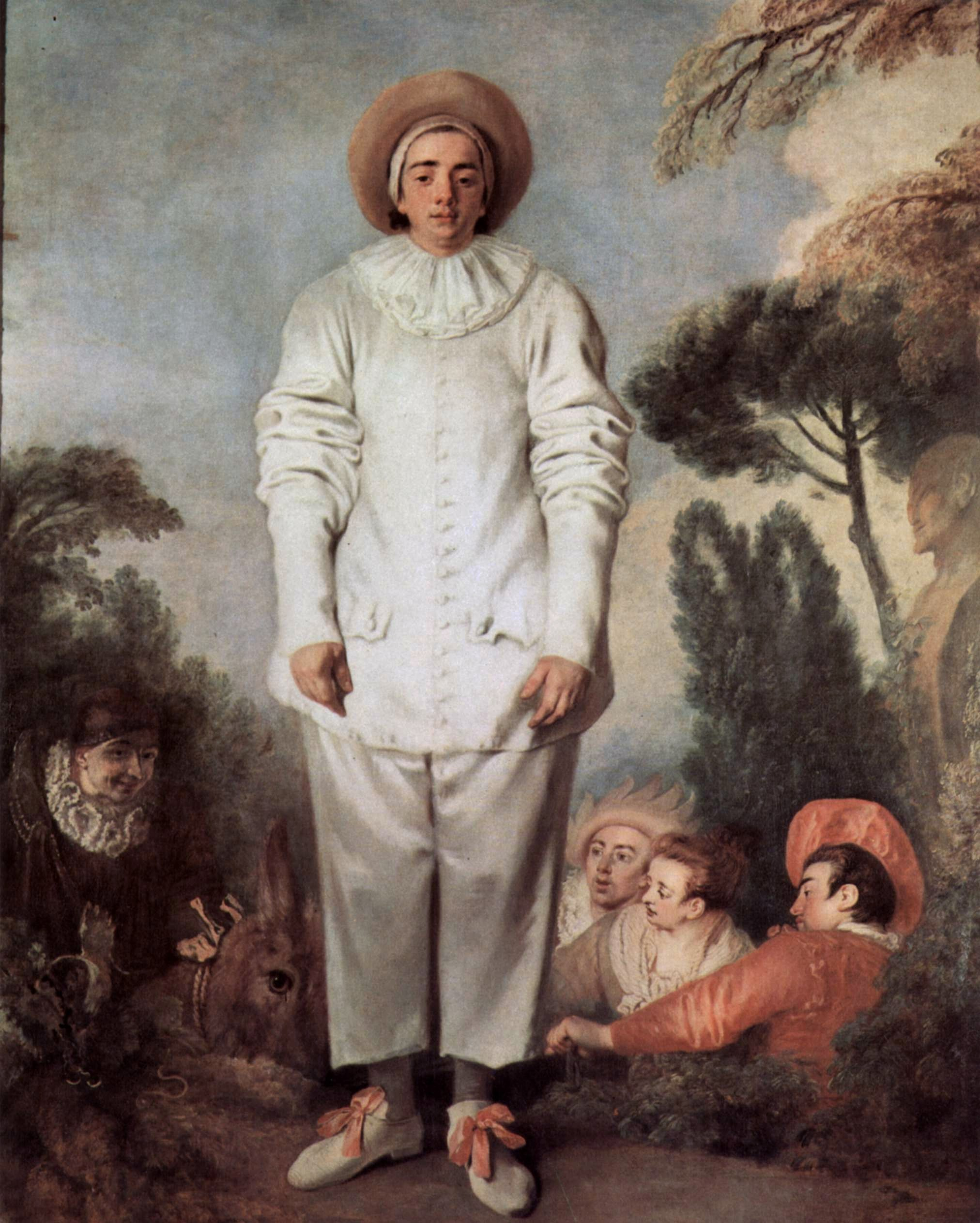
Пьеро (Жиль).
Около 1718—1719
Холст, масло. 184,5 × 149,5 см
Лувр, Париж

В тридцать три года Ватто становится популярнейшим живописцем Парижа. Покровительство и выгодные заказы, которыми Кроза́ снабжал Ватто, восторженные отзывы банкира о его живописных талантах — всё это способствует и началу европейской известности художника. Кроза́ пишет в Венецию знаменитой в то время портретистке Розальбе Каррьера: «Среди наших живописцев я не знаю никого, кроме месье Ватто, кто способен был бы создать произведение, достойное того, чтобы быть вам представленным…». В доме у Кроза́ он получает дополнительный материал для своего творчества: помимо знаменитых на весь Париж балов и праздников, питавших живопись Ватто яркими впечатлениями, здесь проходили еженедельные встречи знатоков, художников и коллекционеров, погружавшие его в атмосферу утончённой учености.
Однако независимый характер художника не дал ему долго оставаться в столь обязывающих, хотя и роскошных обстоятельствах. В 1718 году Ватто покинул гостеприимный дом своего покровителя, который при этом не потерял интереса к его искусству. Вероятно, одной из последних работ, написанных в большой мастерской, бывшей в его распоряжении в особняке Кроза́, стал знаменитый «Жиль», крупнофигурная картина, ныне украшающая зал Ватто в Лувре.

«В истории искусства „Жиль“ практически не имеет аналогий.

Мало кто вообще писал актёров. Тем более никто не решался показать актёра в полном бездействии. Для самого Ватто это было шагом отважным: написать фигуру в самой середине холста, заполнив большую его часть широким, совершенно скрывающим тело комедианта балахоном, а в глубине изобразить лица других актёров, весельем и оживлением резко контрастирующие с почти неподвижным лицом героя. <…> Лишённый жестов и мимики, симметрично и плоско вписанный в холст, он спокойно существует во времени, словно навсегда остановившемся для него. Ему чуждо все, что скоротечно и преходяще. Суета за его спиной — в движениях актёров. Смех и веселье зрителей — перед ним. А он остаётся неизменно недвижным, со смешным и трогательным укором в круглых, ласковых и умных глазах…»— М. Ю. Герман («Антуан Ватто»).
Здоровье Ватто ухудшалось. В конце 1719 года он уезжает в Англию (по приглашению своего поклонника и подражателя Филиппа Мерсье) в надежде справиться с туберкулёзом с помощью известного лондонского врача Ричарда Мида и берёт с собой несколько картин. Одна из них, «Капризница», была куплена в Лондоне и впоследствии попала в собрание семьи Уолполов, а доктору Миду достались «Итальянские актёры». В Англии картины Ватто имели большой успех, однако лечение не дало заметных результатов, лондонский климат лишь обострил его тяжёлое состояние.
Вернувшись в Париж летом 1720 года совсем больным, он поселился у своего друга Жерсена, недавно купившего престижную антикварную лавку «Великий монарх» на мосту Нотр-Дам, и неожиданно предложил написать картину-вывеску для его нового заведения:

«…Ватто пришел ко мне и спросил, соглашусь ли я поселить его у себя и позволить ему, как он выразился, „размять руки“ и написать вывеску, чтобы я мог повесить её над входом в лавку. Мне не хотелось принимать это предложение, я предпочитал занять его чем-нибудь более основательным, но, заметив, что работа доставит ему удовольствие, я согласился. Всем известно, как удалась ему эта вещь; всё было сделано с натуры, позы были так правдивы и непринужденны, композиция столь естественна; группы так хорошо размещены, что привлекали взор всех прохожих, и даже самые опытные живописцы приходили по нескольку раз, чтобы полюбоваться вывеской. Написана она была за неделю, да и то художник работал только по утрам; хрупкое здоровье или, лучше сказать, слабость не позволяла ему работать дольше. Это единственное произведение, несколько польстившее его самолюбию, — он откровенно признался мне в этом»— Эдм-Франсуа Жерсен .

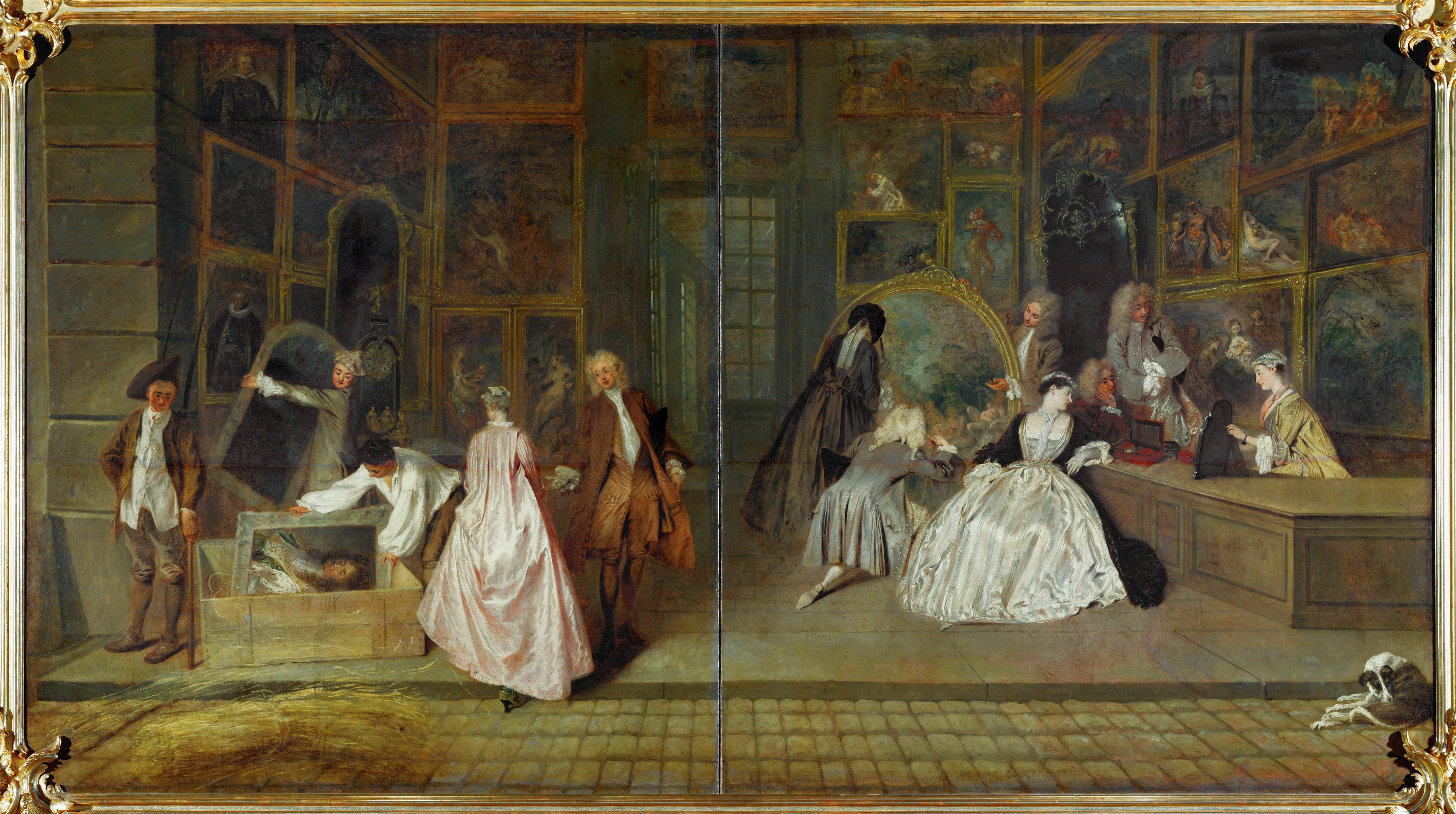
Антуан Ватто. Вывеска лавки Жерсена. 163х306 см. 1720—1721. Дворец Шарлоттенбург, Берлин

Ватто написал картину-вывеску на двух отдельных и затем вставленных в единую раму холстах. Существенно бо́льшая по размерам, чем другие произведения мастера, «Вывеска лавки Жерсена» отличается от них ещё и тем, что действие в ней перенесено из пейзажа в интерьер. Впрочем, зрителю даётся возможность увидеть этот интерьер непосредственно с улицы, «сквозь стену». Полотно изображает просторную лавку, превращённую по воле художника в открытую сцену, выходящую прямо на парижскую мостовую. Внутренние стены антикварной лавки сплошь завешаны картинами, на переднем плане слева слуги укладывают в ящик портрет «покидающего сцену великого монарха» — недавно умершего Людовика XIV. В верхнем углу висит портрет его тестя, испанского короля Филиппа IV, справа знатоки тщательно изучают картину в овальной раме, — возможно, работу самого Ватто; пейзажи и натюрморты соседствуют здесь с мифологическими сценами («Венера и Марс», «Сатир и нимфа», «Пьяный Силен») и «Святым семейством».
Главная особенность этого произведения заключается в его исключительном программном характере. Как считали Луи Арагон и много позднее Александр Якимович, Ватто под видом вывески представил историю живописи, какой он её знал; вместе с тем, это картина творческой эволюции самого живописца, ставшая его художественным завещанием. Сергей Даниэль проводит параллель между значением «Вывески лавки Жерсена» для искусства рококо и значением «Менин» Веласкеса для предшествующего столетия.
В начале 1721 года Ватто был ещё на ногах: переехавшая недавно в Париж по приглашению Пьера Кроза́ художница Розальба Каррьера отмечала в дневнике, что 9 февраля была у Ватто «с ответным визитом». По-видимому, тогда же ею был написан пастелью портрет Антуана Ватто, который ей заказал всё тот же Кроза́. Весной Ватто стало хуже. Он покинул дом Жерсена, но вскоре вновь попросил о помощи — в Париже ему было трудно дышать. Как сообщали Жерсен и граф де Келюс, состоявший в дружбе с Ватто каноник церкви Сен-Жермен-л’Осеруа аббат Пьер-Морис Аранже попросил распорядителя малыми королевскими развлечениями Филиппа Ле Февра предоставить пустовавший дом на краю городка Ножан-сюр-Марн, где ничто не напоминало о духоте и сутолоке столицы. К дому примыкал сад, спускавшийся к самой Марне, — с боскетами, густыми деревьями, сад, напоминающий фоны картин Ватто. Он пригласил к себе своего бывшего ученика Жана-Батиста Патера и предложил ему работать в своём присутствии. Позднее Патер говорил, что всем лучшим, чему он в жизни научился, он обязан именно этим немногим драгоценным урокам, продолжавшимся около месяца. Это было последнее временное улучшение: Ватто скончался 18 июля 1721 года в возрасте 36 лет.

## Особенности стиля

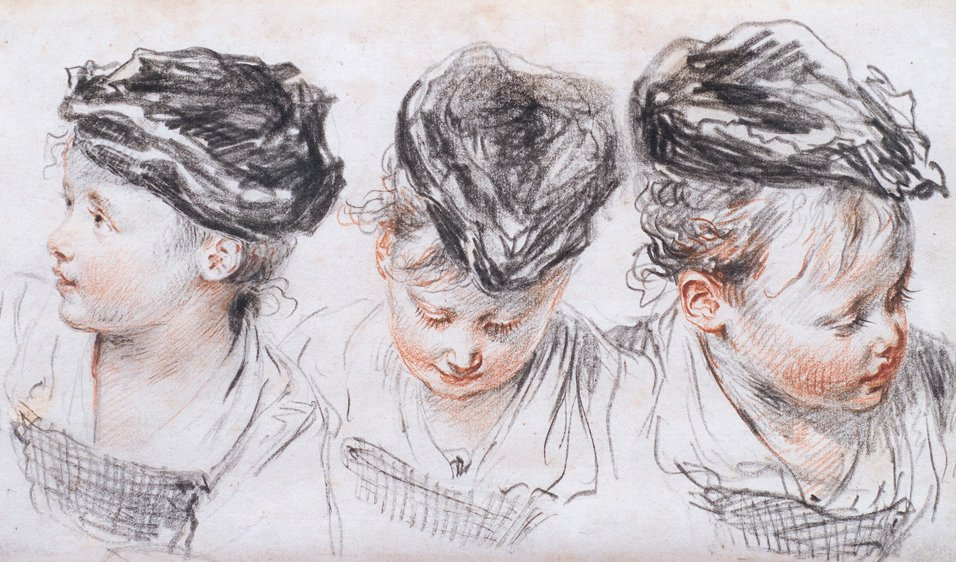
Антуан Ватто. Три этюда девочки в шляпке. Бумага, итальянский карандаш, сангина. Ок. 1716. Коллекция Энн и Гордона Гетти, Сан-Франциско

Практически все исследователи отмечают существенное влияние живописи Рубенса на становление индивидуального художественного стиля Ватто. При всей несхожести артистических темпераментов, тематики и масштабов деятельности этих двух мастеров, их объединяет исключительно развитое колористическое чувство. Воздействие Рубенса на «галантные празднества» Ватто весьма значительно и прежде всего проявляется в том живописном подходе, который охарактеризовал В. Н. Лазарев, описывая эскизы Рубенса: «Художнику достаточно двух-трёх едва заметных прикосновений кисти к поверхности загрунтованного холста, чтобы вызвать из небытия нужную форму. Его кисть так верна, так легка, так воздушна, а когда надо, так весома и энергична, что просто диву даёшься этому удивительному мастерству, знаменующему одну из высших точек в развитии „peinture pure“ [чистой живописи]». Однако, проникшись живописью Рубенса, Ватто в полной мере сохранил индивидуальность своего дарования, в которой объединились чувственность фламандской школы и та утончённая дистанция созерцания, которая была присуща французской художественной традиции.
Два варианта картины «Паломничество на остров Киферу», а также другие последовавшие композиции, проникнуты особым элегическим настроением и тем самым создают «новое направление французской живописи периода Регентства». Поездкой в Англию Ватто оказал влияние и на формирование английского георгианского стиля (времени правления королей Ганноверской династии) .

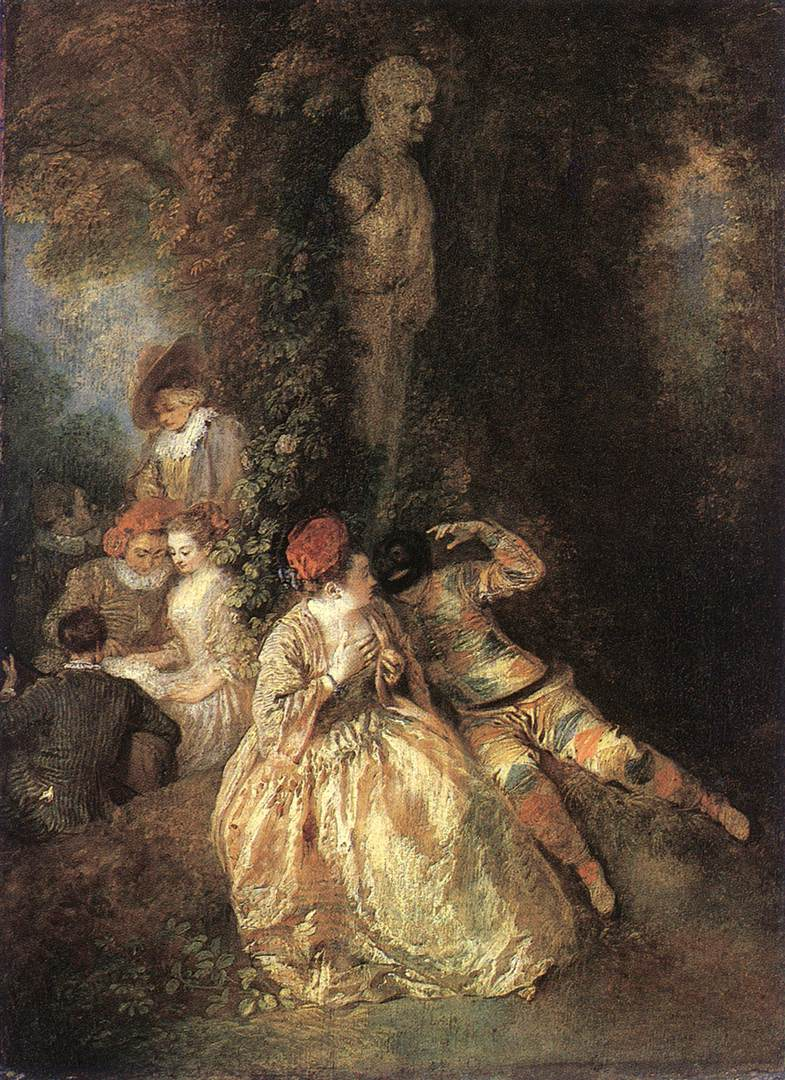
Антуан Ватто. Арлекин и Коломбина. 1716—1718. Собрание Уоллеса, Лондон

«Тончайшие нюансы цвета и настроения, пластика линий и нежный перламутровый колорит стали со временем приметой особого французского вкуса. Задолго до импрессионистов Ватто увидел цветные рефлексы на белой шёлковой ткани и стал писать нюансами серого, розового, лимонно-жёлтого и голубого». Его друг, покровитель и биограф граф де Келюс рассказывал, что Ватто “не мыл свои кисти” и потому, с точки зрения академиков, писал “не чисто”, странной смесью красок… По его же словам Ватто был человеком тонких чувств и нравственности и за всю жизнь не сделал ни одного непристойного рисунка» .
Выдающийся колорист, Ватто был неутомимым рисовальщиком и выработал свой особенный графический стиль. Как правило, он пользовался сангиной и сочетал её со свинцовым или итальянским карандашом (чёрным мелом), что позволяло и в рисунке добиться живописных эффектов (сангина даёт теплый тон, а карандаш — холодный) и особо трепетной фактуры в сочетаниях тонкой силуэтной линии и подчеркнуто рельефной растушёвки. Ватто делал множество подготовительных штудий и набросков к картинам, причем одного и того же персонажа часто рисовал с разных ракурсов. Собрание его рисунков свидетельствует о том, что, обладая исключительной наблюдательностью, он искал в натурной форме разнообразных оттенков содержания и в бесконечных вариациях поз, движений, жестов довёл свою технику до виртуозности. В то же время именно подготовительные рисунки Ватто дают возможность понять, насколько каждый жест, поворот головы, складка одежды персонажей его картин становились плодом аналитического поиска наиболее выразительной композиции.

## Историческое признание

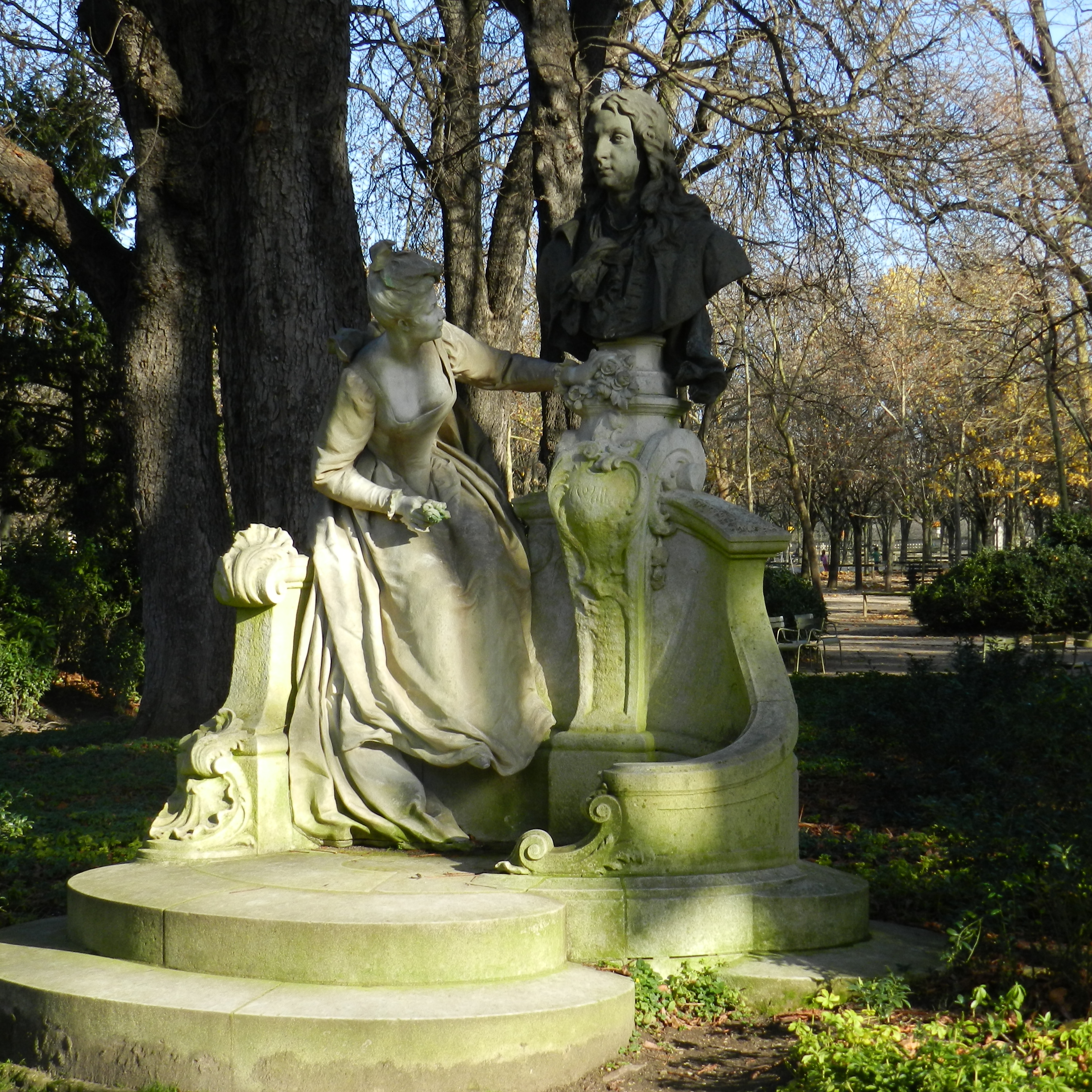
Памятник Антуану Ватто, работа скульптора Гокье, Анри-Дезире, 1896. Люксембургский сад, Париж

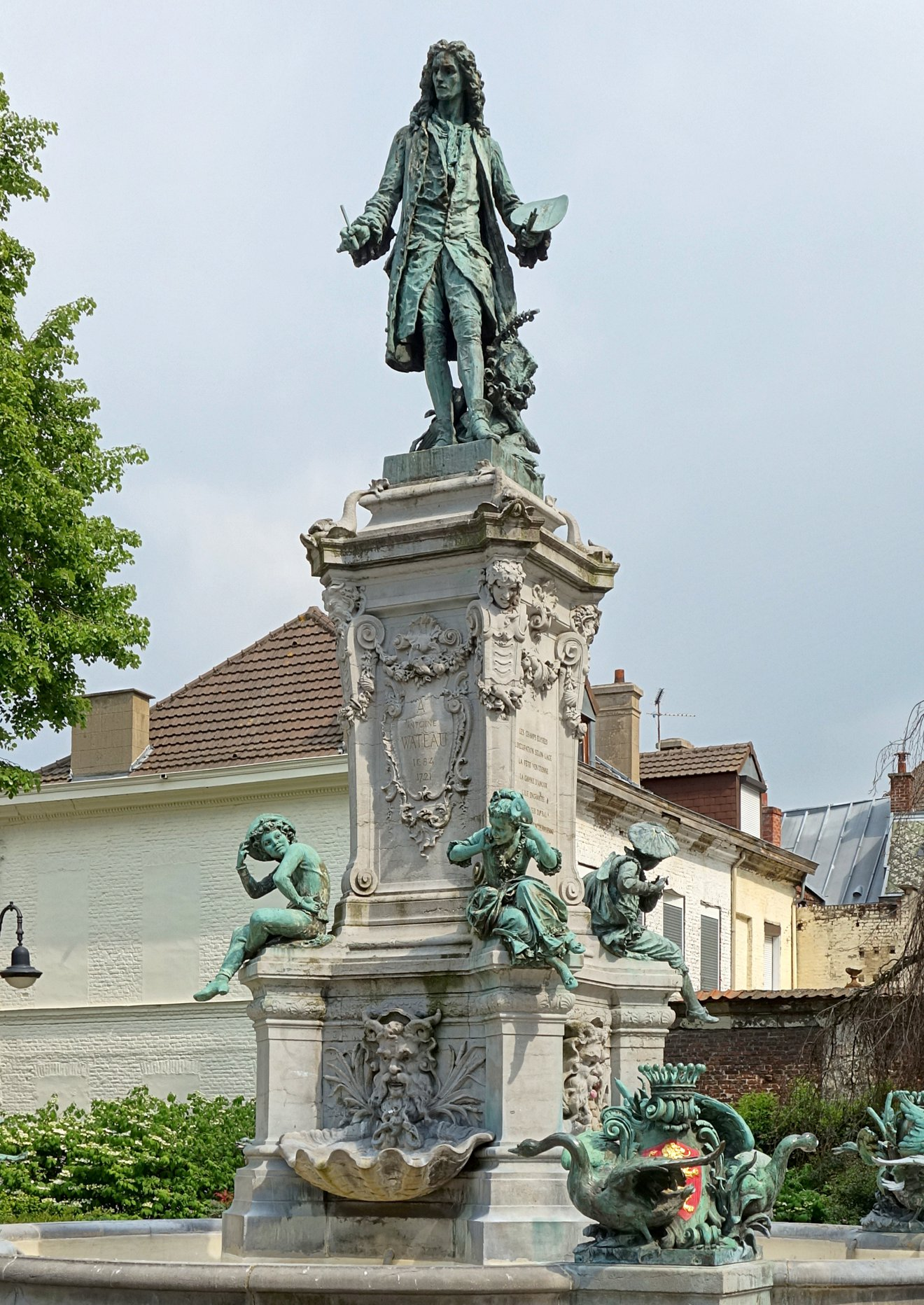
Памятник Антуану Ватто в Валансьене (1884)

Антуан Ватто прожил короткую жизнь — её полноценный творческий период охватывает лишь 10—12 лет. «Посмертная судьба» Ватто была переменчива. Художник умер в зените славы, и уже вскоре после его кончины Жан де Жюльен издал его рисунки, а затем и гравюры с известных ему картин мастера — в этой работе принял участие молодой Франсуа Буше, в чьем искусстве десятилетие спустя стиль рококо достигнет своей кульминации. Продолжателем колористических традиций Ватто стал Шарден, а Фрагонар дал жанру галантных сцен новое лицо, «не столь богатое оттенками чувств, как у Ватто, но более подвижное». Второй вариант «Паломничества на остров Киферу», «Вывеска лавки Жерсена» и немало других картин Ватто были приобретены для художественного собрания короля Пруссии Фридриха Великого, большого почитателя его искусства. Однако, с конца XVIII века, — эпохи французской революции и творчества Давида и Энгра — известность Ватто начала затухать, к середине XIX века став предметом интереса узкого круга музейных работников. Ведущие мыслители французского Просвещения видели в живописи Ватто связи со старым порядком, а искусству ампира и академизма оказались чужды и жанр «галантных сцен», и утончённый колоризм камерной живописи Ватто.
Вновь интерес к произведениям Ватто пробудился во второй трети XIX века, но сначала не у художников, а у французских поэтов: образам Ватто посвящены стихотворения Готье «Ватто» (из сборника «Комедия смерти», 1838), Бодлера «Поездка на Киферу» (из сборника «Цветы зла», 1857) и сборник Верлена «Галантные празднества» (1869). В статье «Философия Ватто», позднее включённой в первый том сборника «Искусство XVIII века», братья Гонкур писали о художнике: «Ватто — великий поэт восемнадцатого века. Шедевры мечты и поэзии, сотворённые его разумом, до краев заполнены необыкновенным жизненным изяществом… Ватто, словно вновь возрождает красоту. Однако это не та красота античности, что заключена в совершенстве мраморной Галатеи или материальном воплощении обольстительных Венер, и не средневековое очарование строгости и твердости. На картинах Ватто красота есть красота: это то, что окутывает женщину облаком привлекательности, её очарование, самая суть физической красоты. Это нечто едва уловимое, что кажется улыбкой черт, душой форм, духовным лицом материи».
Непосредственными подражателями Ватто были два французских живописца: Жан-Батист Патер и Никола Ланкре. «У Ватто не было подлинных учеников и последователей, и это закономерно: слишком субъективным, глубоко личным было его искусство. Жан-Батист Патер, единственный, кто недолгое время у него учился, унаследовал от Ватто лишь сюжеты и чисто внешние приёмы композиции и живописи. Тем не менее в истории французского искусства прочно укрепился термин „школа Ватто“. Им объединяют целую группу художников: это Жан-Батист Патер, и Никола Ланкре, за которыми следуют менее известные Антуан Кияр, Бонавантюр де Бар, Франсуа Октавьен и другие. Каждый из них пишет галантные празднества, концерты и танцы, пасторали, нередко военные сцены…».
Высоко ценили искусство Ватто представители импрессионизма — живописцы Мане и Ренуар, скульптор Роден и композитор Дебюсси, создавший по мотивам «Паломничества на остров Киферу» фортепианную пьесу «Остров радости» (1903—1904). Память Антуана Ватто увековечена монументами в Париже и Валансьене.

## «Сборник Жюльена»

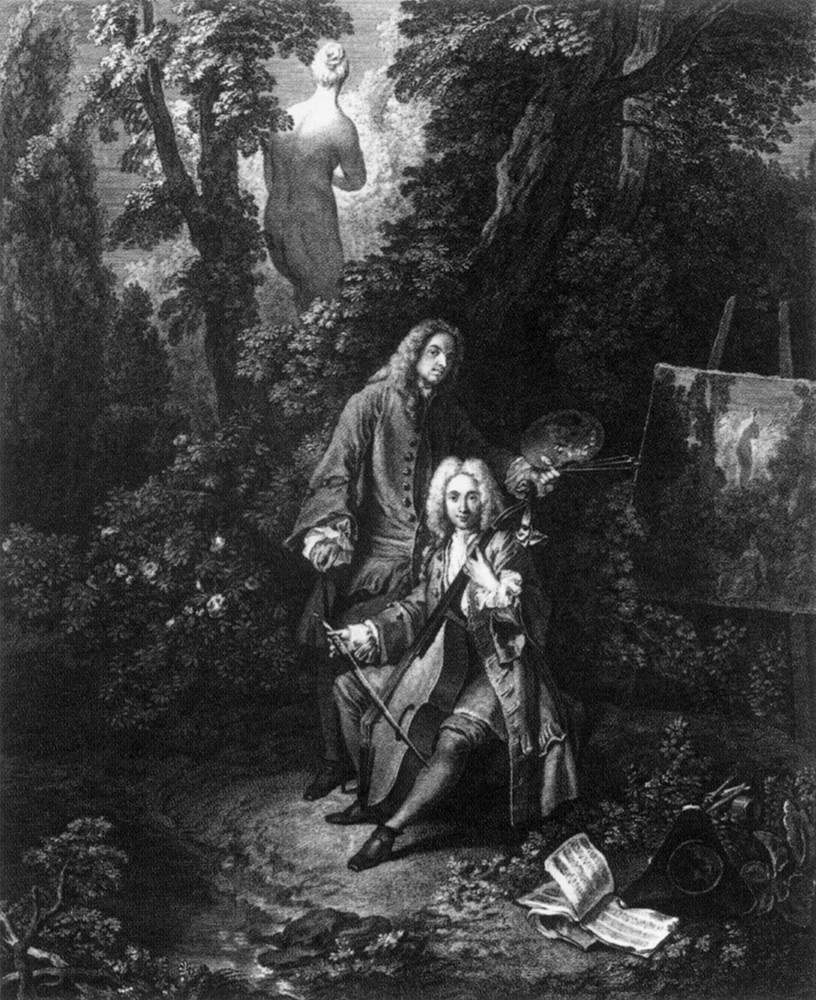
Н. А. Тардьё. «С тобою рядом сидя…» Антуан Ватто и Жан де Жюльен в парке. Гравюра из «Сборника Жюльена». 1731. Офорт, резец

Близким другом А. Ватто был любитель искусства, коллекционер и гравёр Жан де Жюльен. С 1717 по 1735 год он приобрёл около сорока картин (со временем осталось только восемь), в том числе две картины А. Ватто: «Обезоруженная любовь» и «Мецетен», также ему удалось собрать около 450 рисунков Ватто. Ради сохранения и популяризации творчества своего друга Жан де Жюльен решил перевести его произведения в гравюры. В 1722 году он собрал для этой цели тридцать шесть художников-гравёров, включая своего родственника и друга графа де Келюса, а также Жан-Батиста де Монтюлле, Бенуа Одрана, Шарля-Николя Кошена Старшего, Франсуа Буше, которому тогда было всего девятнадцать лет, Николя Анри Тардьё, Шарля Ван Лоо, Пьера-Александра Авелина, Николa де Лармессена, Бенуа Леписи и других.
В 1728 году Жан де Жюльен опубликовал два тома «Фигур разных персонажей, пейзажей и этюдов, нарисованных с натуры Антуаном Ватто, взятых из самых красивых кабинетов Парижа» (Figures des différents caractères de paysages et d’études dessinées d’après nature par Antoine Watteau, tirés des plus beaux cabinets de Paris) всего 351 гравюра. В предисловии к изданию он поместил «Краткое жизнеописание Ватто» (Abrégé de la vie de Watteau). Затем, в 1736 году был издан ещё один альбом гравюр по картинам и рисункам покойного Антуана Ватто (271 гравюра). Так родился знаменитый сборник, позднее получивший название по имени создателя: «Сборник Жюльена» (Recueil Jullienne). Полное название: «L’Oeuvre D’Antoine Watteau Pientre du Roy en son Academie Roïale de Peinture et Sculpture Gravé d’après ses Tableaux & Desseins originaux…par les Soins de M. de Jullienne». Эти и другие гравюры, связанные с творчеством Ватто, хранятся в Национальной библиотеке в Париже.
Облик Жана де Жюльена известен по гравюре, созданной Николя Анри Тардьё в 1731 году, получившей название по стихотворной подписи: «С тобою рядом сидя…». Жюльен изображён музицирующим на виолончели в парке, Ватто стоит рядом с палитрой и кистями в руках. На мольберте — неоконченная картина, внизу — ноты (живописный оригинал не сохранился). Гравюра вошла в «Сборник Жюльена».
Написанная Жюльеном биография Ватто стала первым свидетельством о жизни и творчестве художника. Гравюры «Сборника Жюльена» приобрели важное историографическое значение, поскольку многие произведения Ватто были позднее утрачены, другие оставались неподписанными и не датированными. Именно Жан де Жюльен приобрёл «художественное завещание» Ватто, картину «Лавка Жерсена» у своего двоюродного брата Клода Глюка, прапорщика Жерсена, написанную в конце 1720 года, для магазина картин Жерсена. Позднее, в 1744 году, Жюльен продал картину агенту Фридриха II Прусского графу Ротенбургу. Ныне она хранится во дворце Шарлоттенбург в Берлине.

## Ватто и кино
В 2007 году во Франции был снят фильм «Тайна Антуана Ватто» с известной актрисой Сильви Тестю в главной роли.

## Рисунки

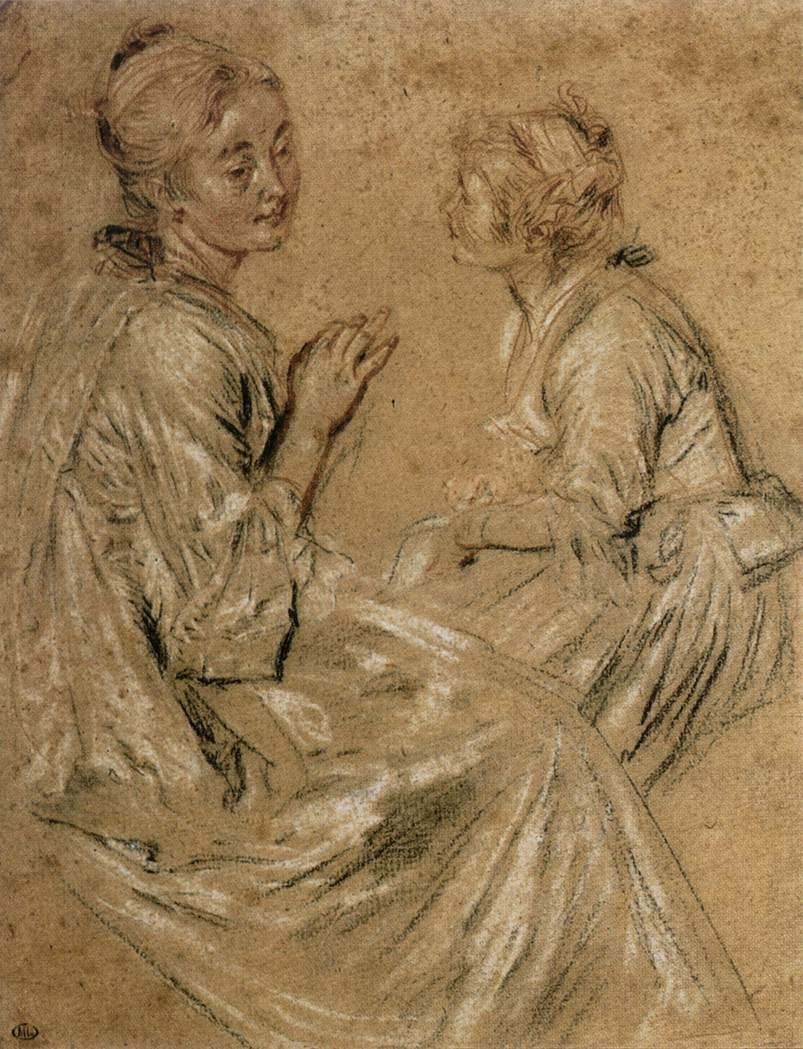
Две сидящие женщины. 1716—1717. Лувр
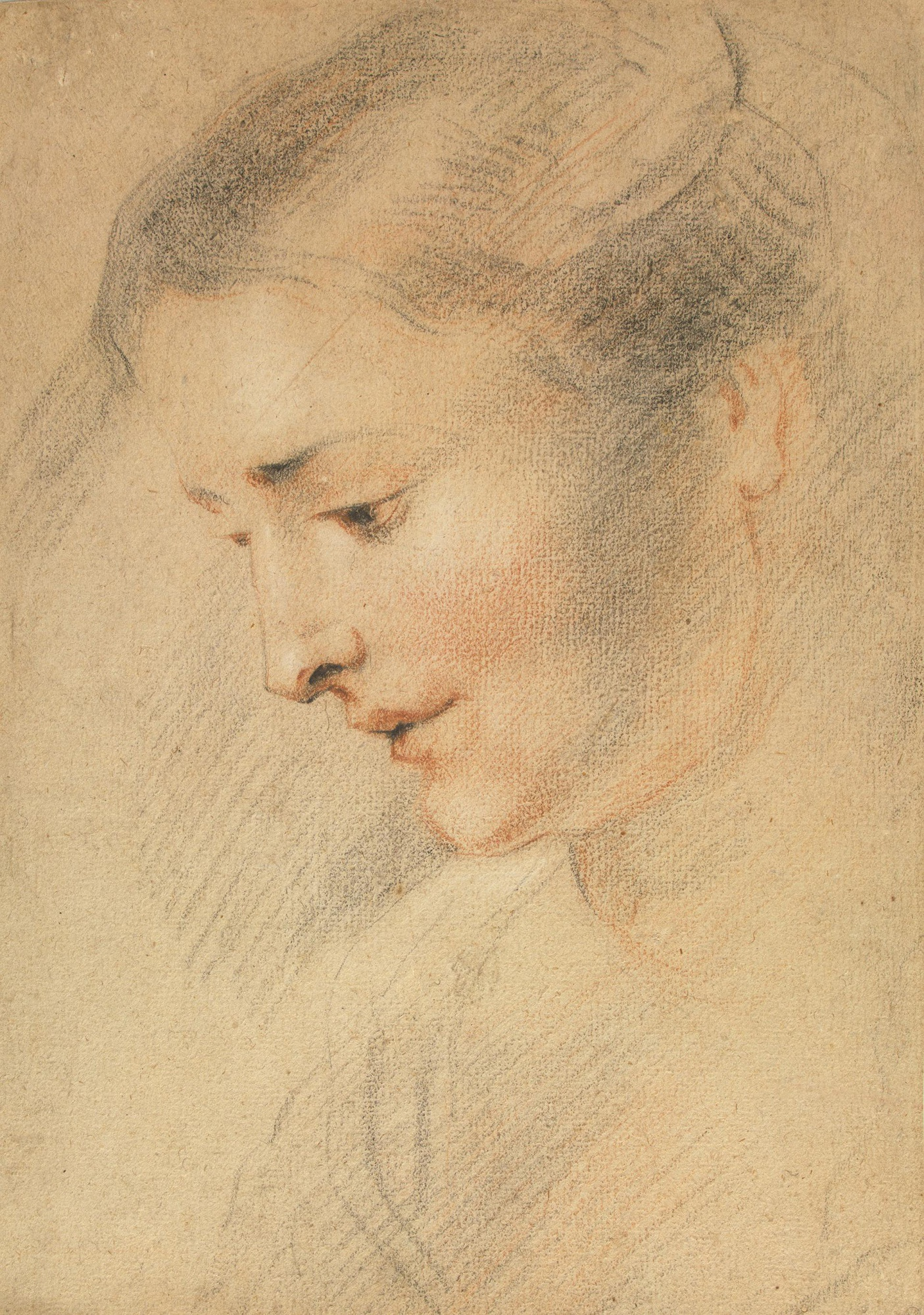
Этюд женской головы. 1710-е. Эрмитаж
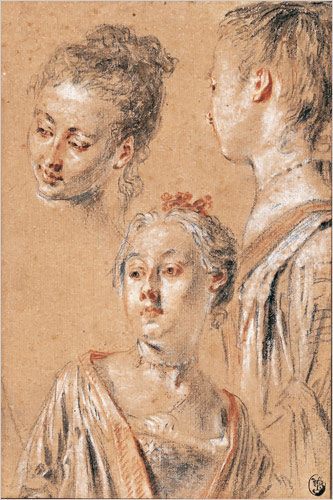
Три наброска. 1718. Коллекция Жана Бонна, Женева
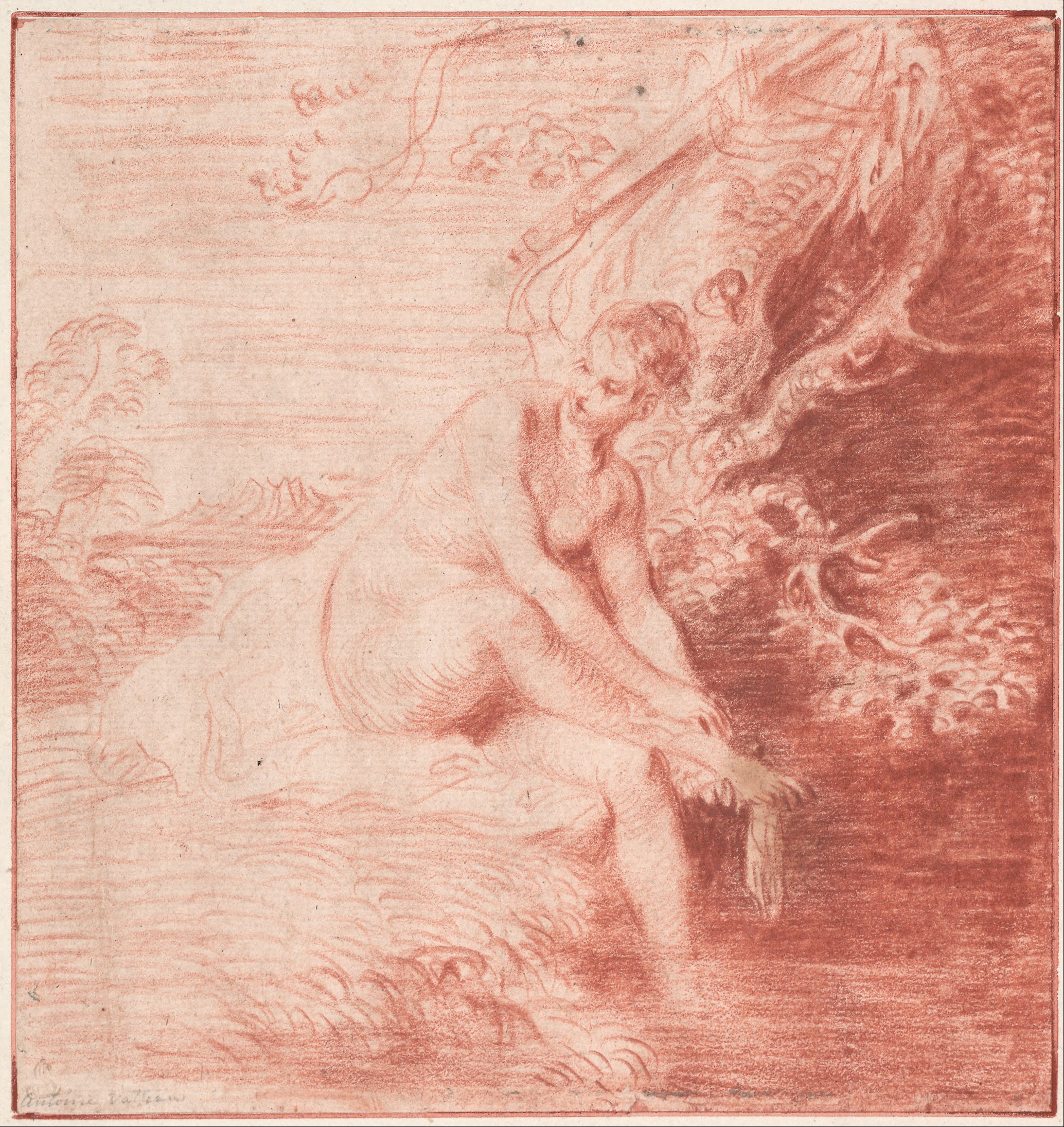
Купание Дианы. 1715–1716. Галерея Альбертина, Вена
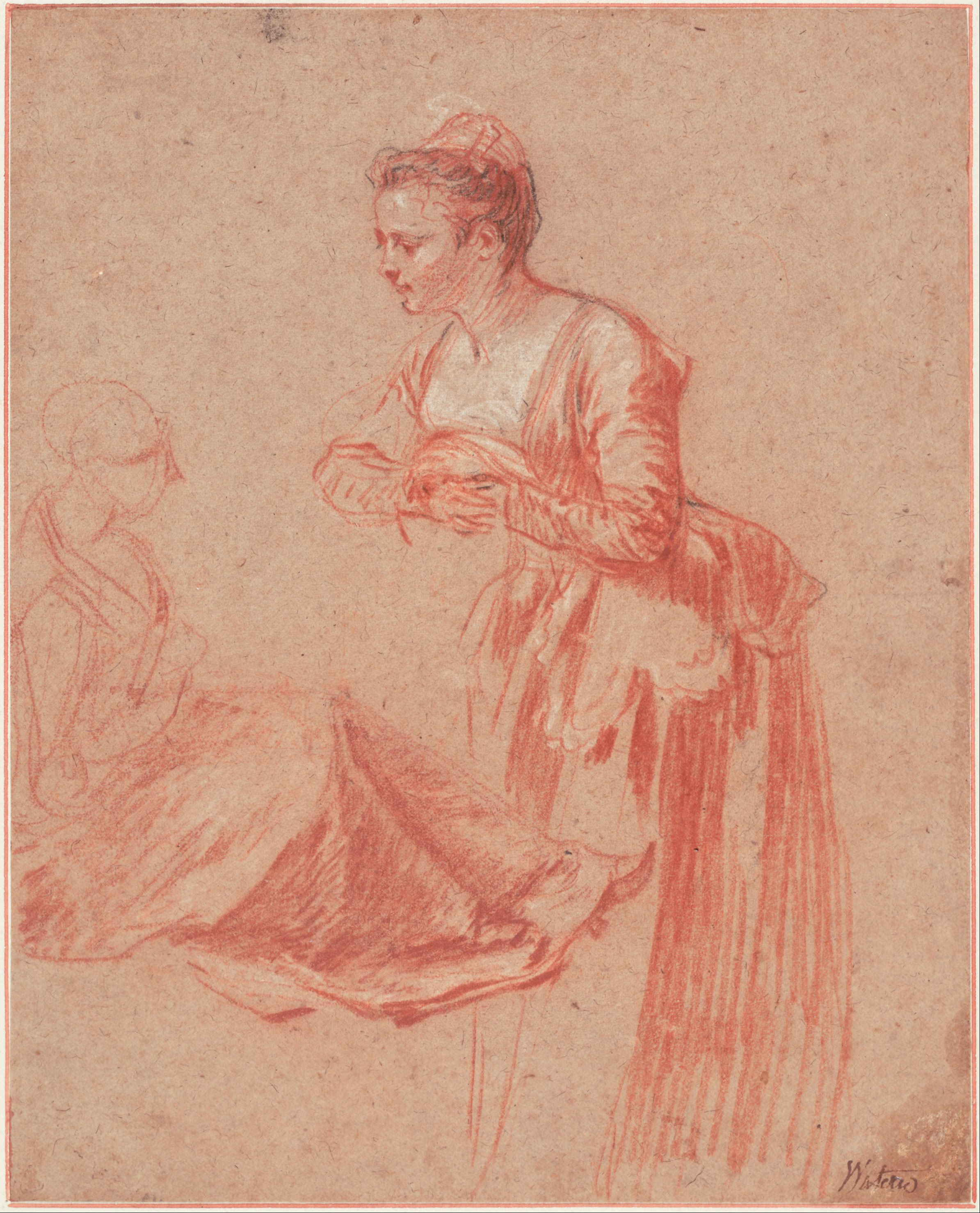
Этюд двух женских фигур. 1715—1717. Галерея Альбертина, Вена
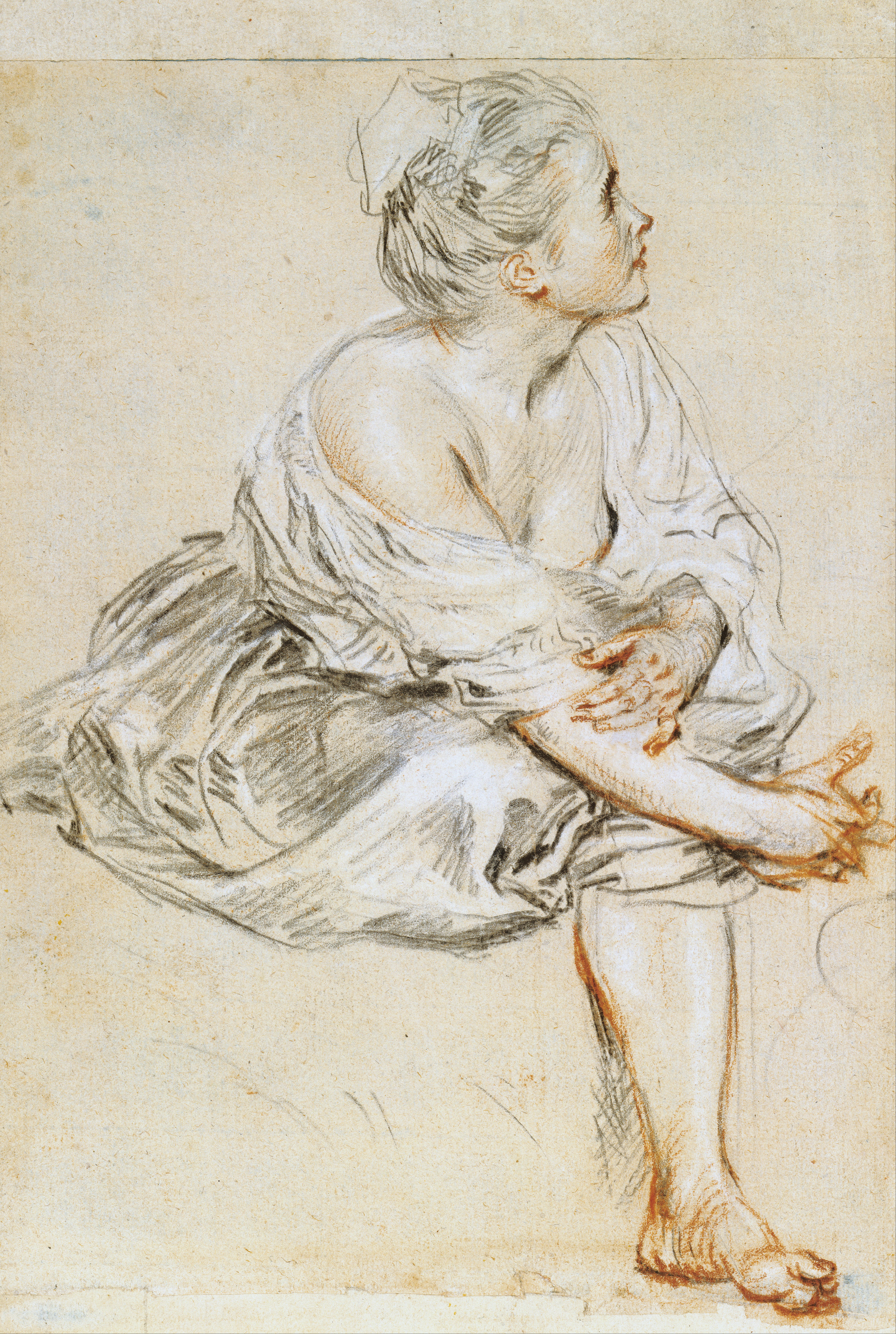
Сидящая женщина. 1715—1717. Библиотека и музей Моргана, Нью-Йорк
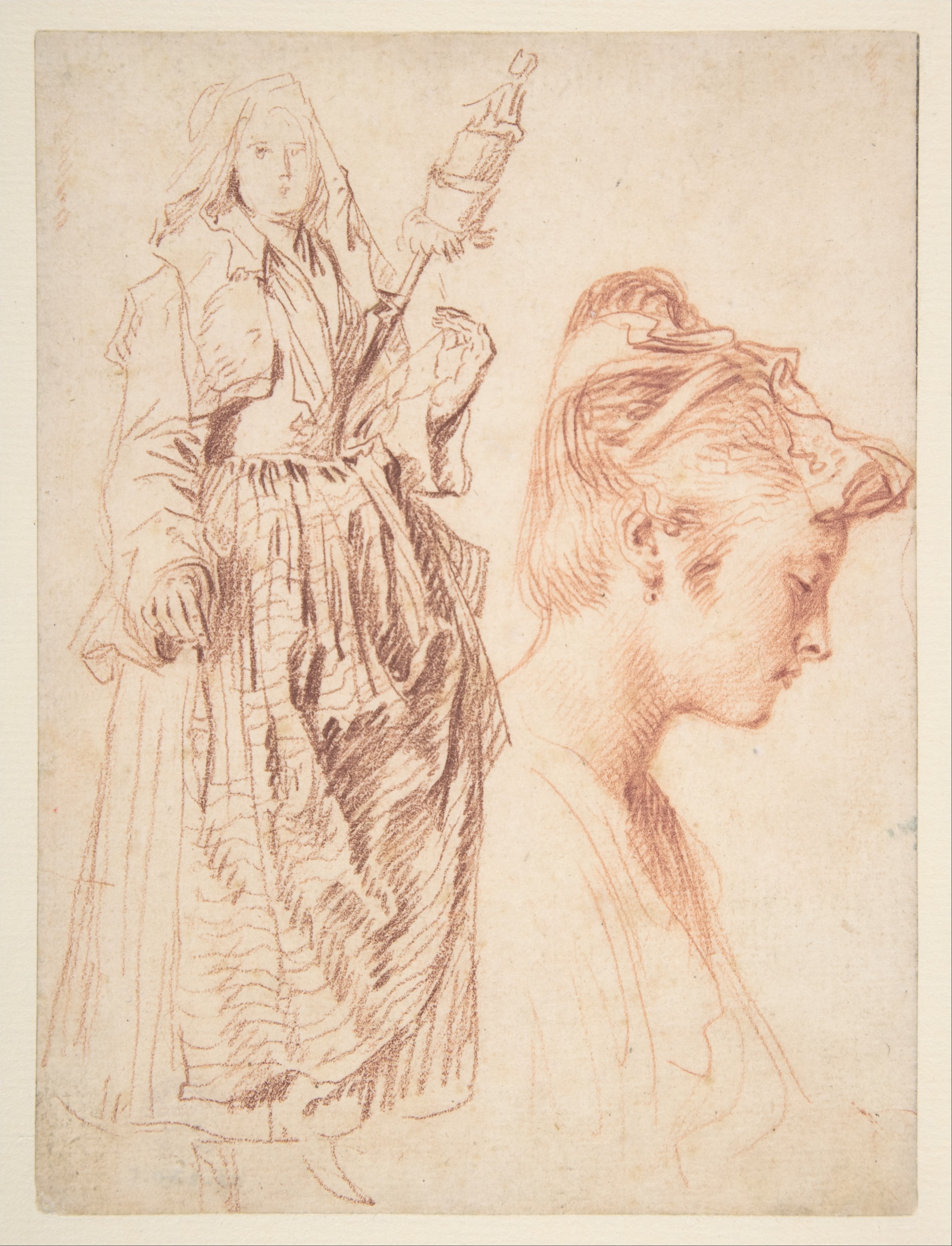
Женские фигура и профиль. 1710-е. Метрополитен-музей
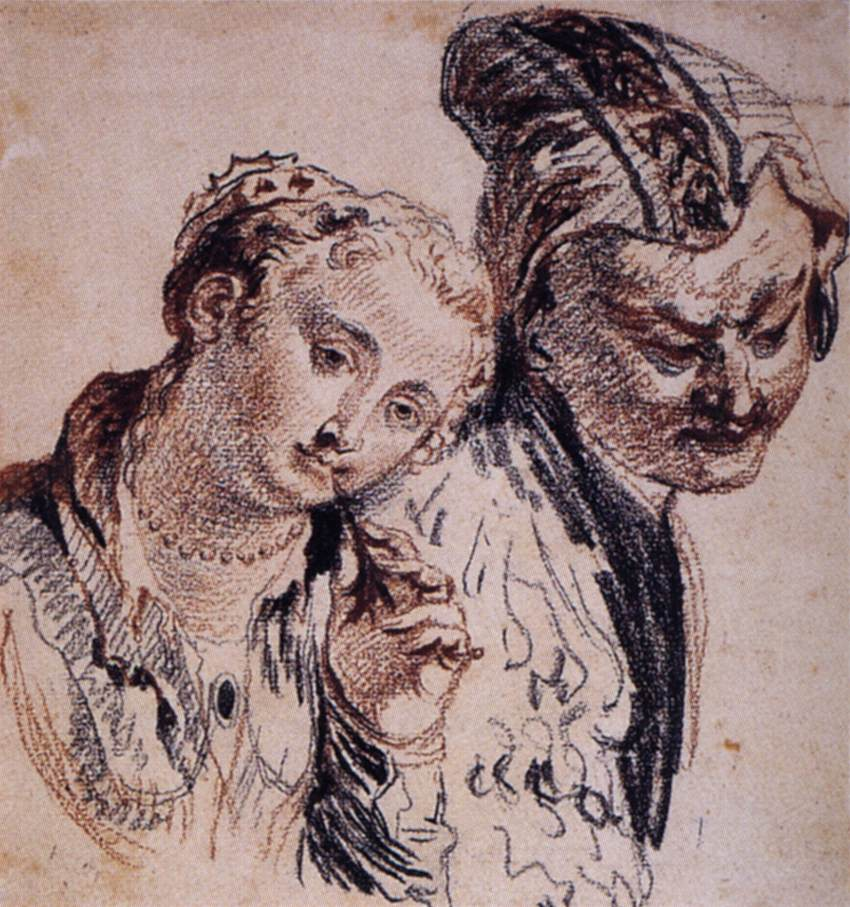
Этюд с двумя фигурами. 1710—1715. Музей Эшмола
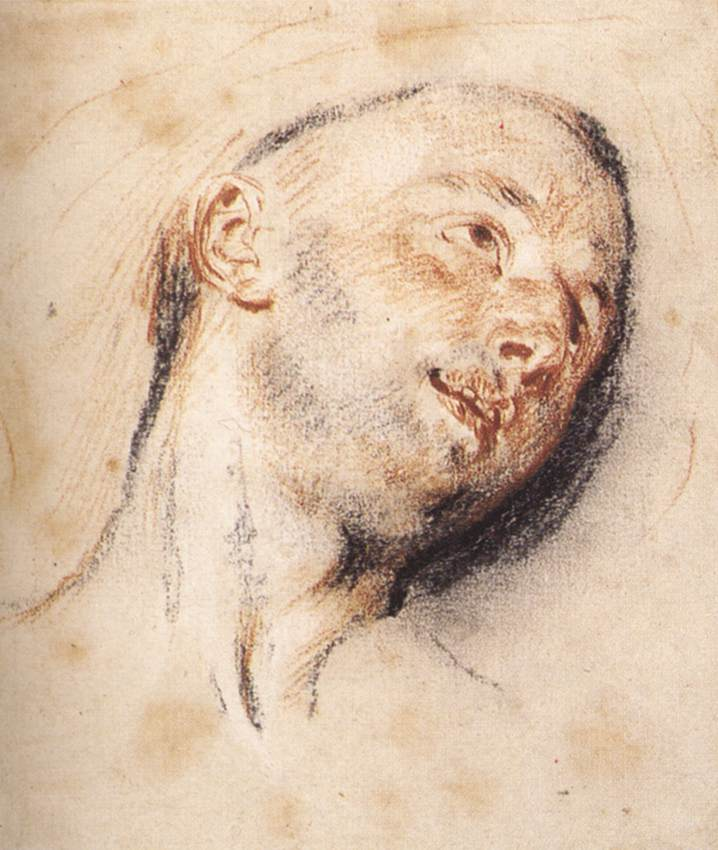
Этюд мужской головы (к «Меццетену»). 1718—1720. Метрополитен-музей
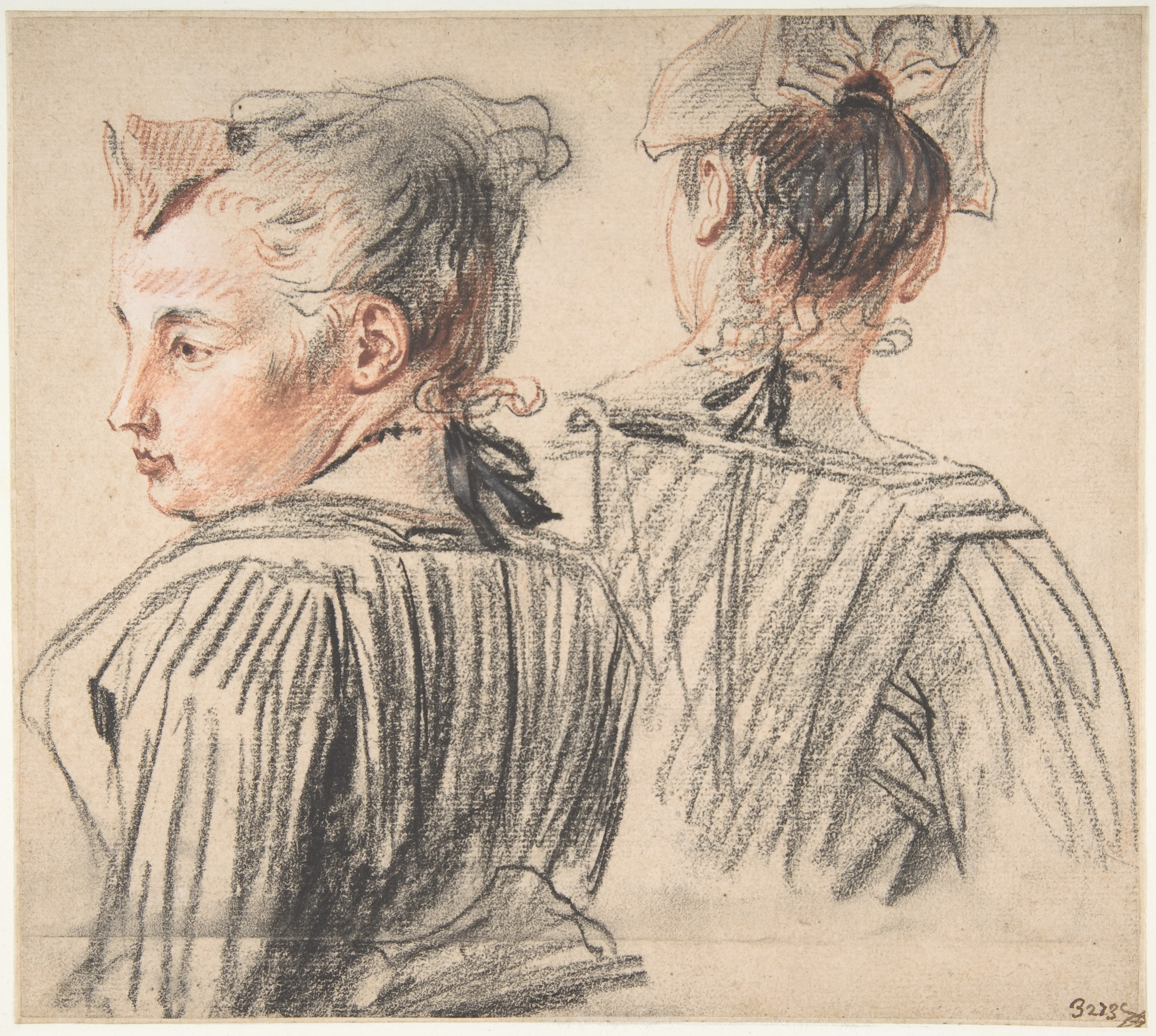
Женщина в головном уборе. 1717—1718. Метрополитен-музей
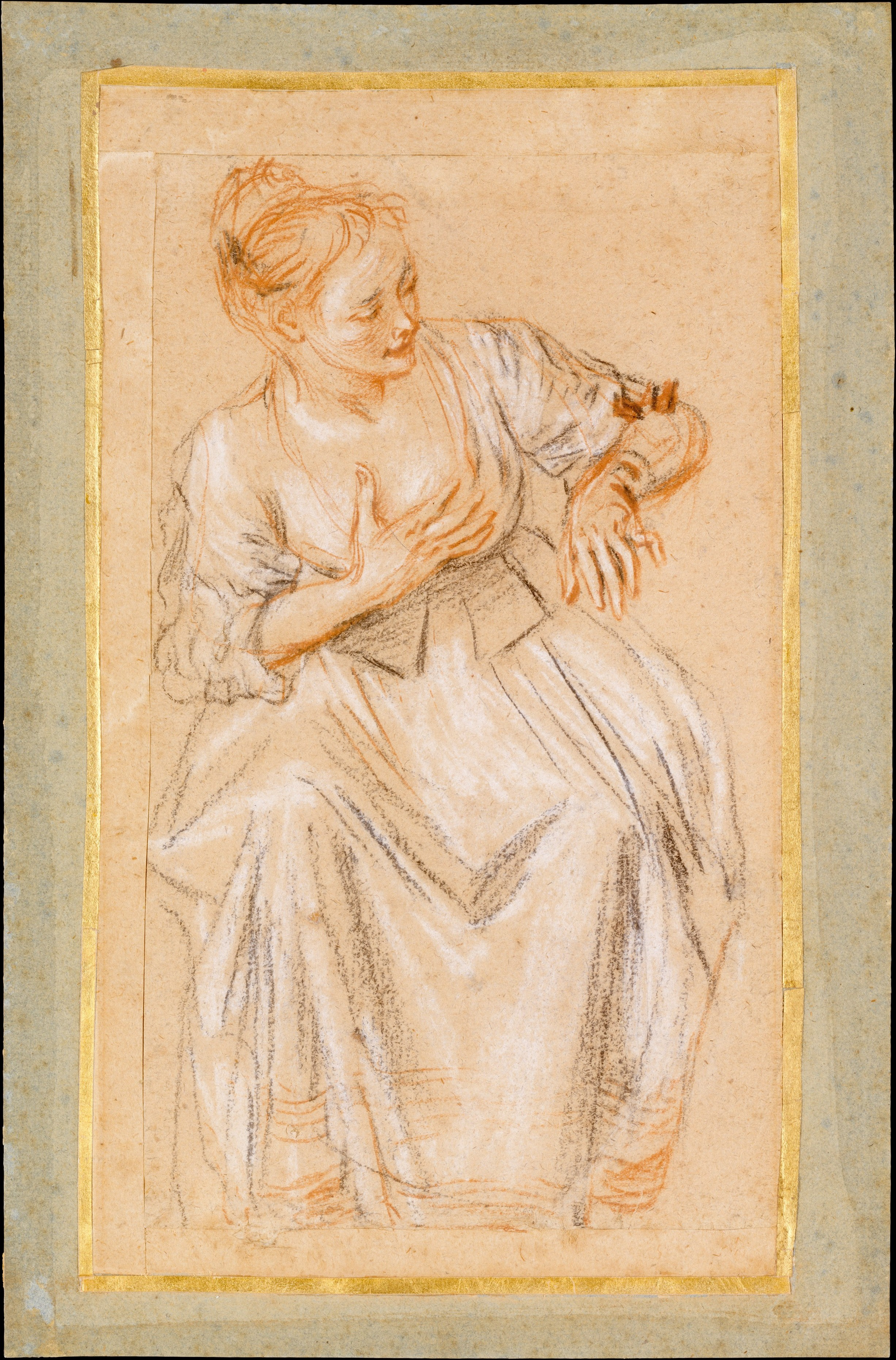
Сидящая женщина. 1716–1717. Метрополитен-музей
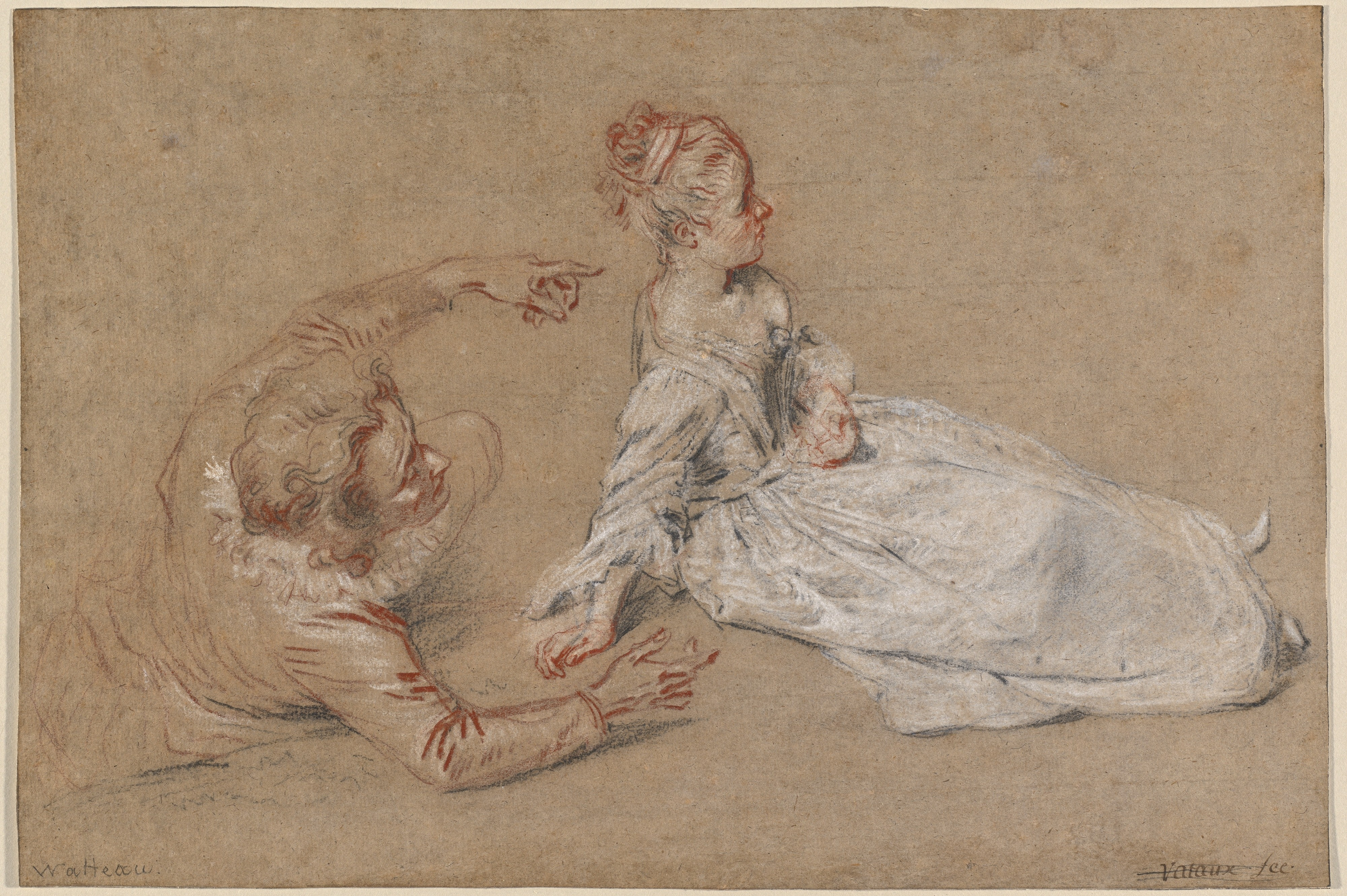
Сидящая женщина и полулежащий мужчина. Ок. 1716. Вашингтонская национальная галерея
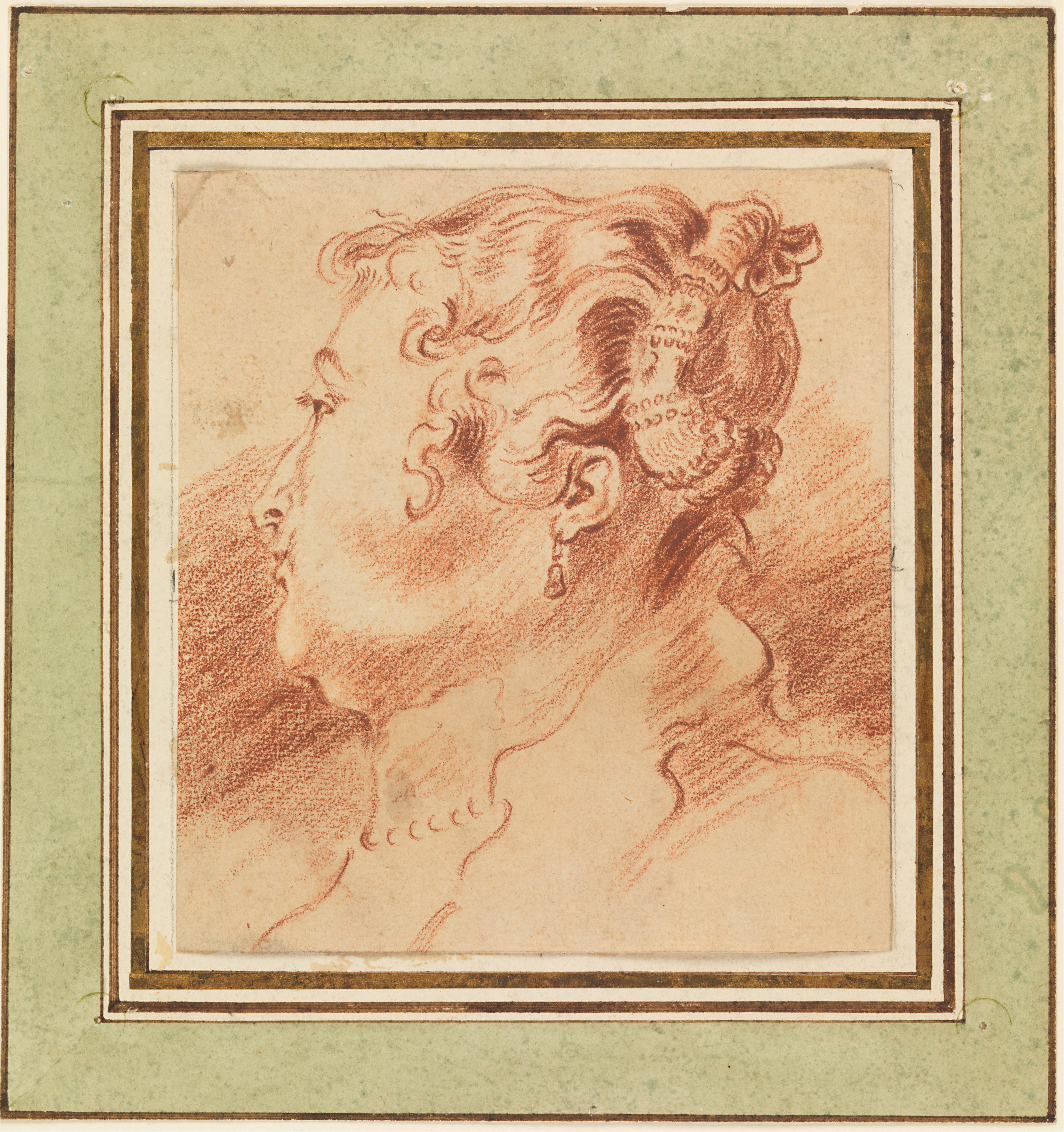
Этюд женской головы. Ок. 1720. Смитсоновский институт дизайна, Нью-Йорк
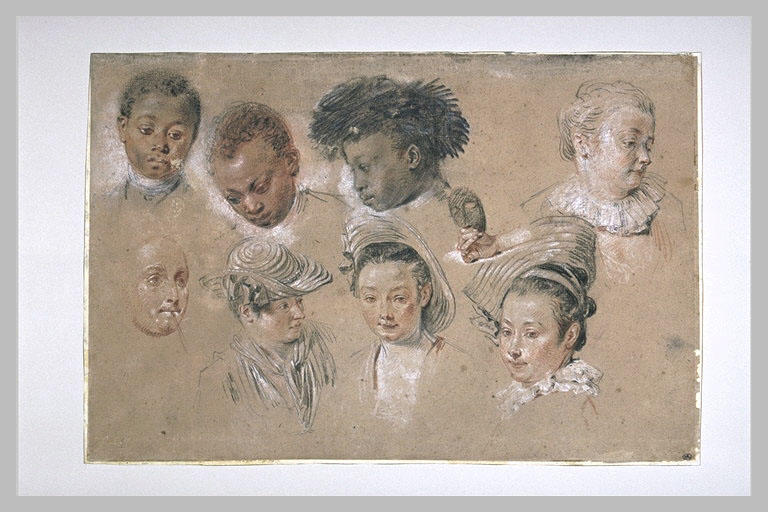
Этюд восьми голов. 1715—1716. Лувр
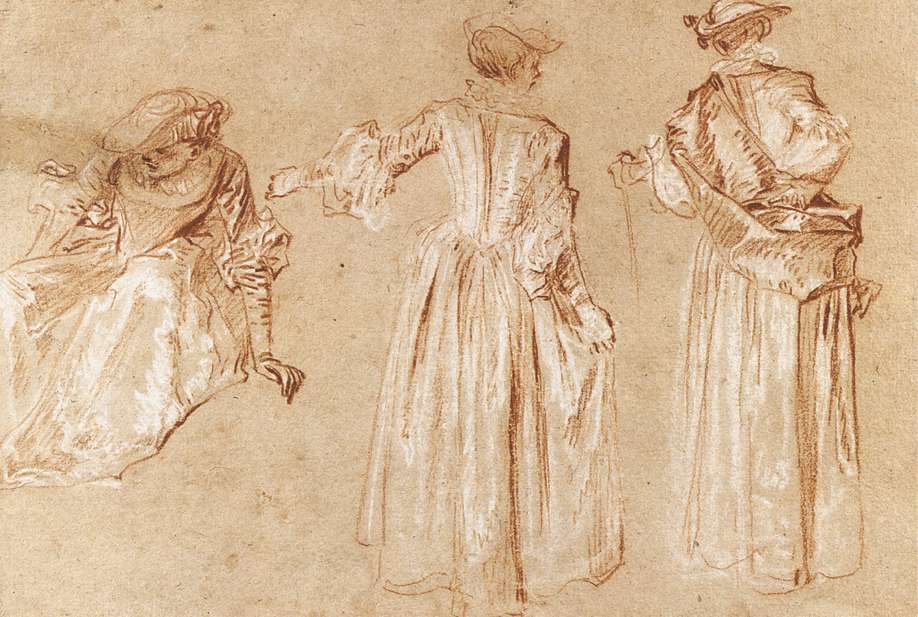
Дама в шляпе. Ок. 1715. Королевские музеи изящных искусств, Брюссель
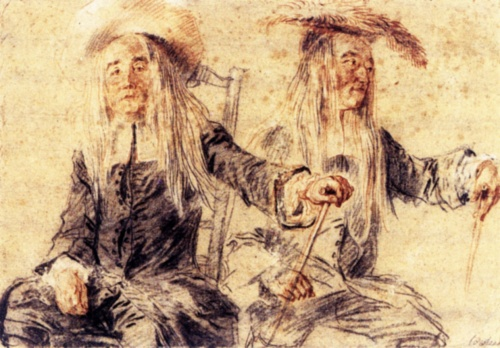
Два наброска старика в шляпе. Ок. 1715–1716. Гравюрный кабинет, Берлин

## Картины

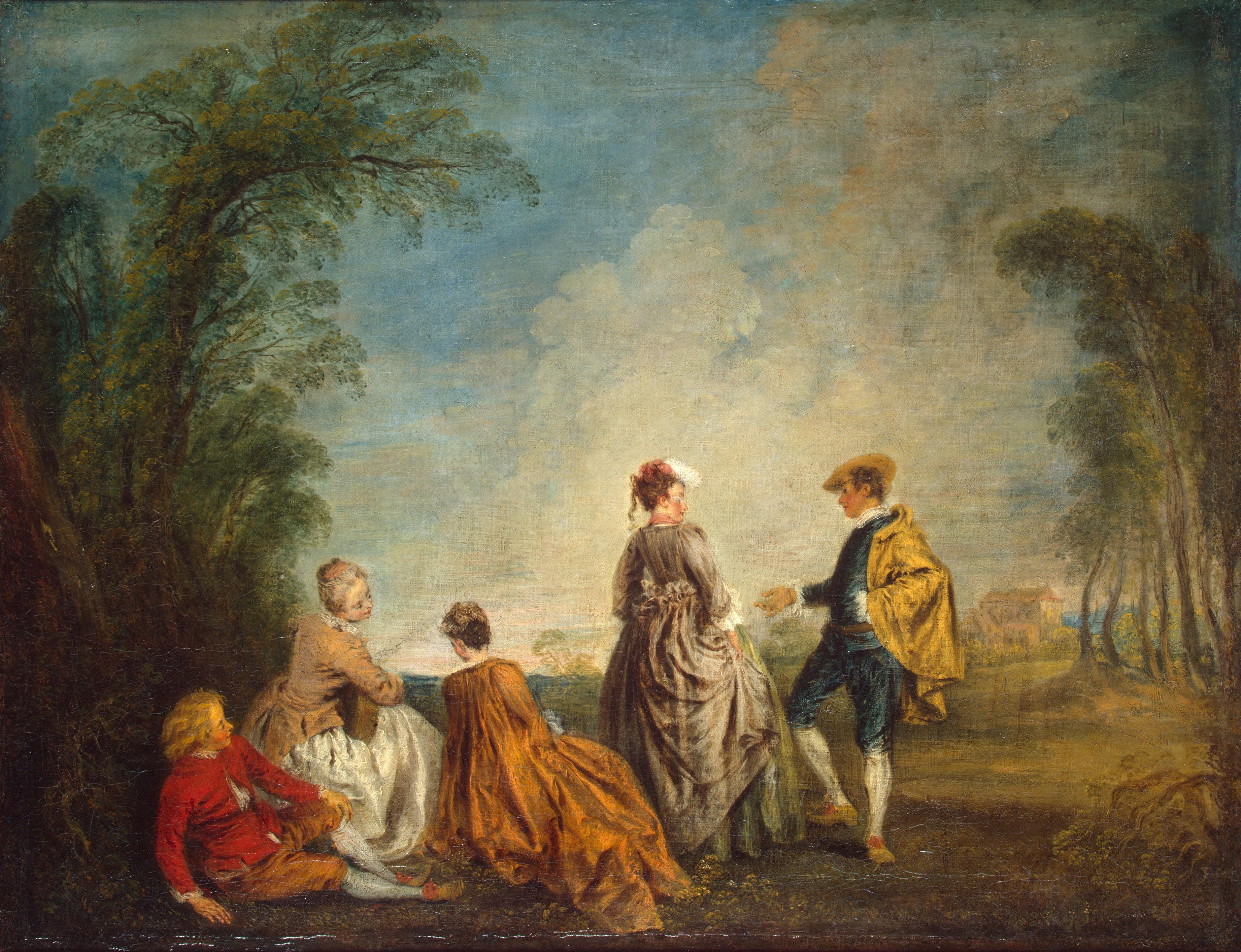
Затруднительное предложение. 1715—1716. Эрмитаж
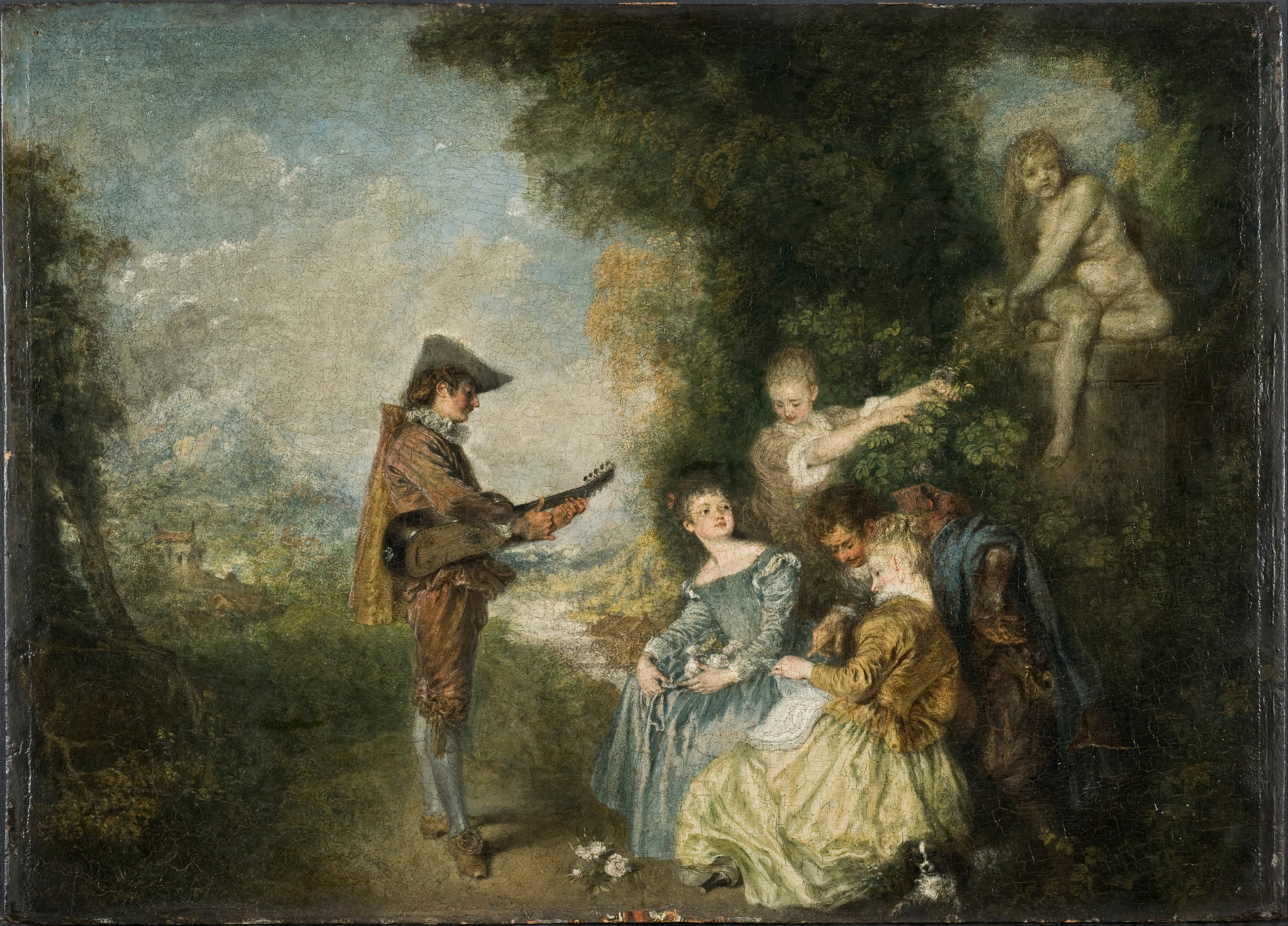
Урок любви. Ок. 1716. Национальный музей Швеции
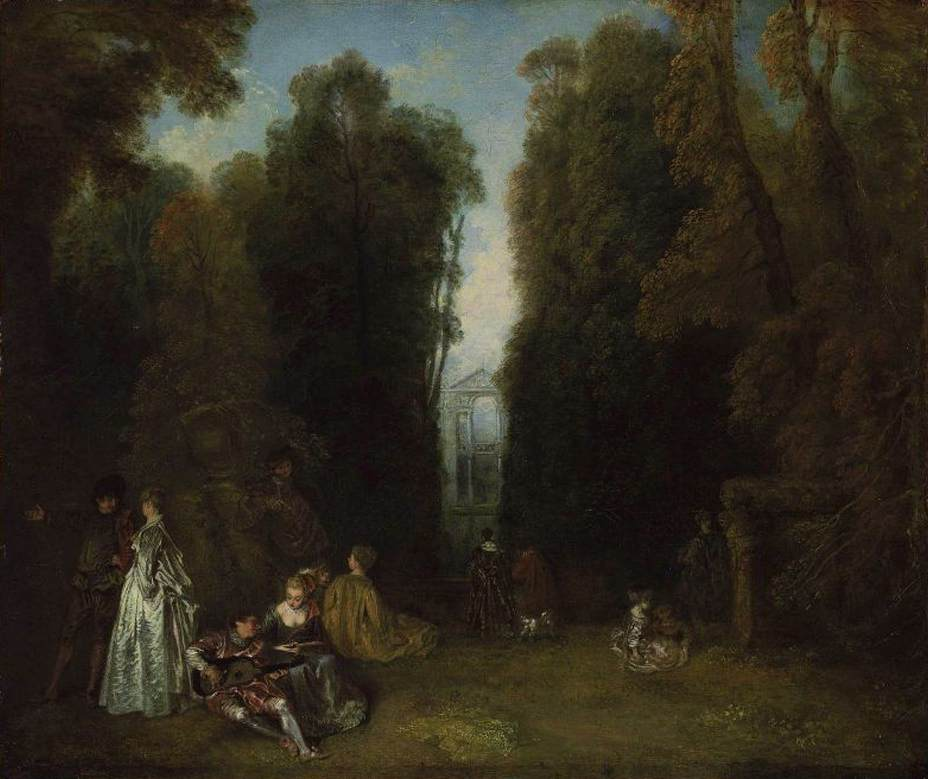
Вид между деревьями в парке Пьера Кроза. Ок. 1715. Музей изящных искусств, Бостон
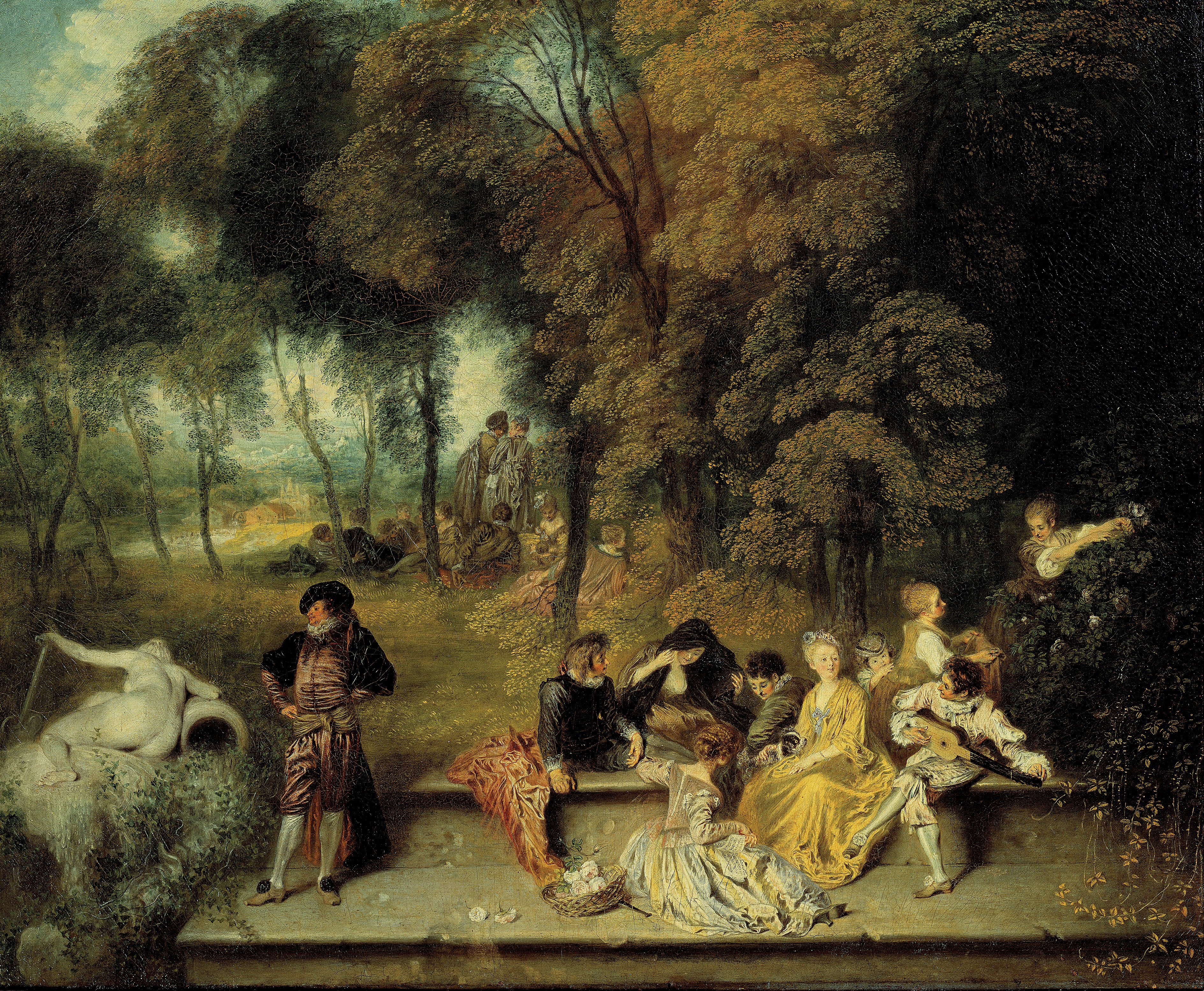
Общество в парке. 1718—1719. Дрезденская галерея
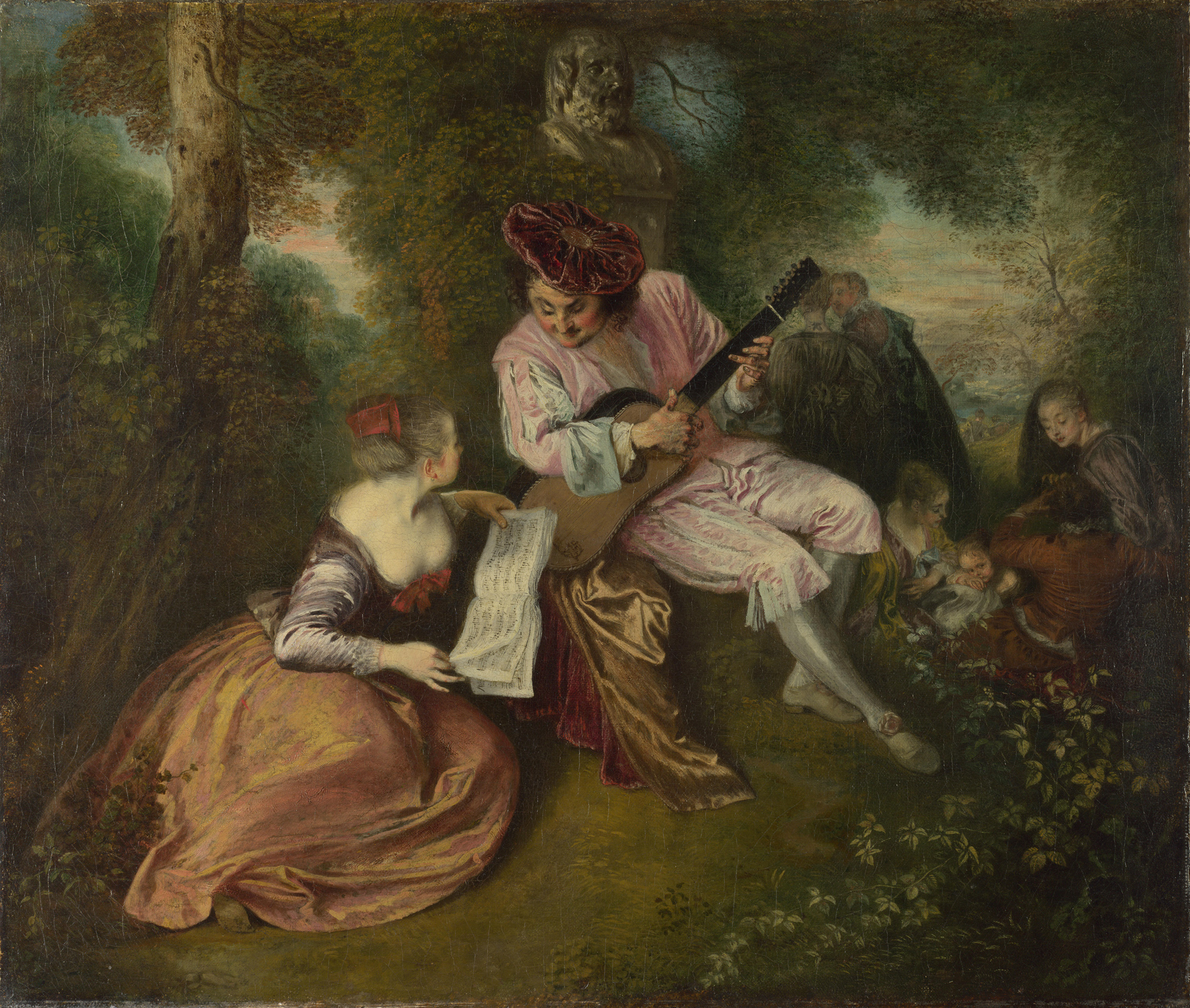
Любовная песня. Ок. 1717. Лондонская национальная галерея
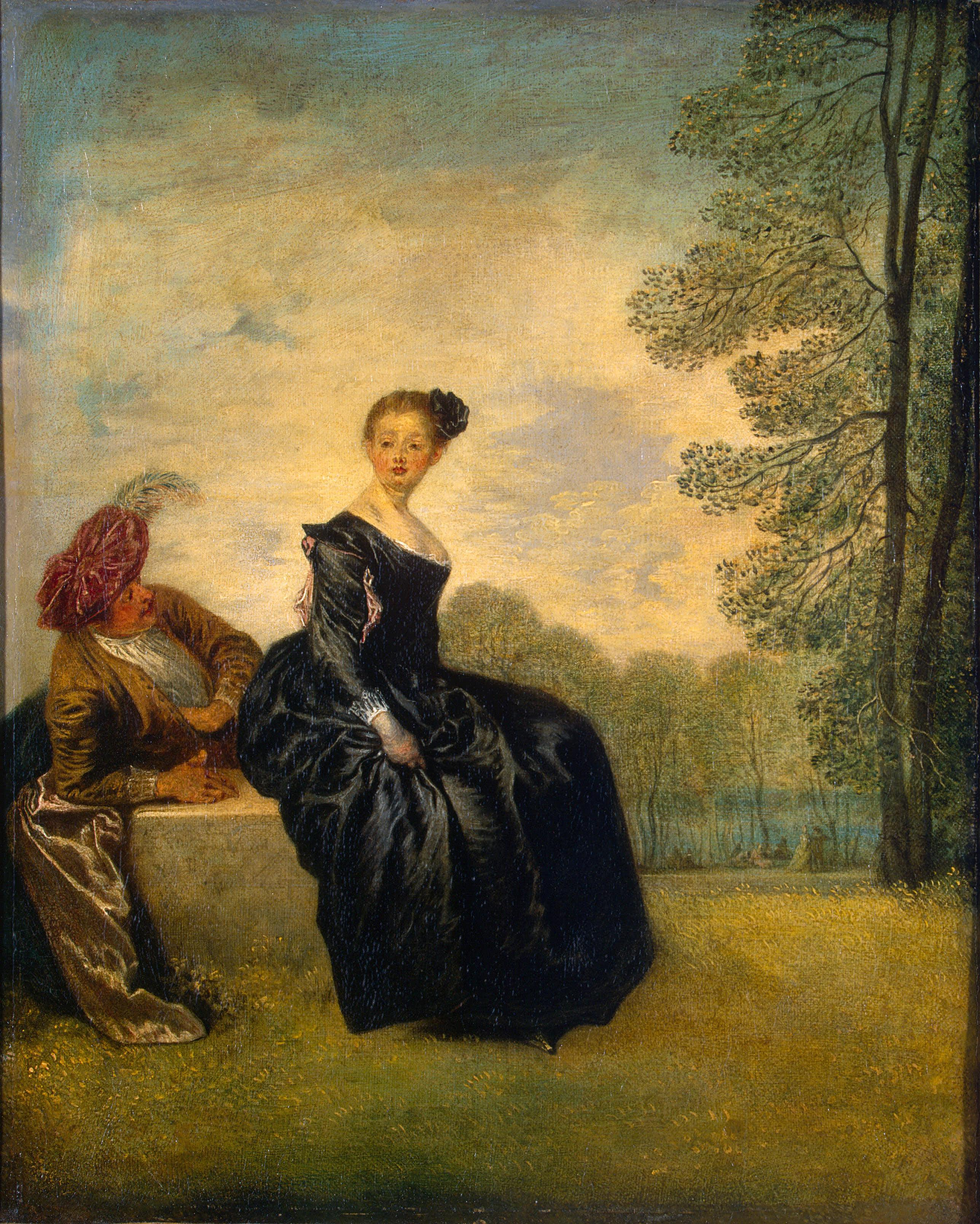
Капризница. Ок. 1718. Эрмитаж
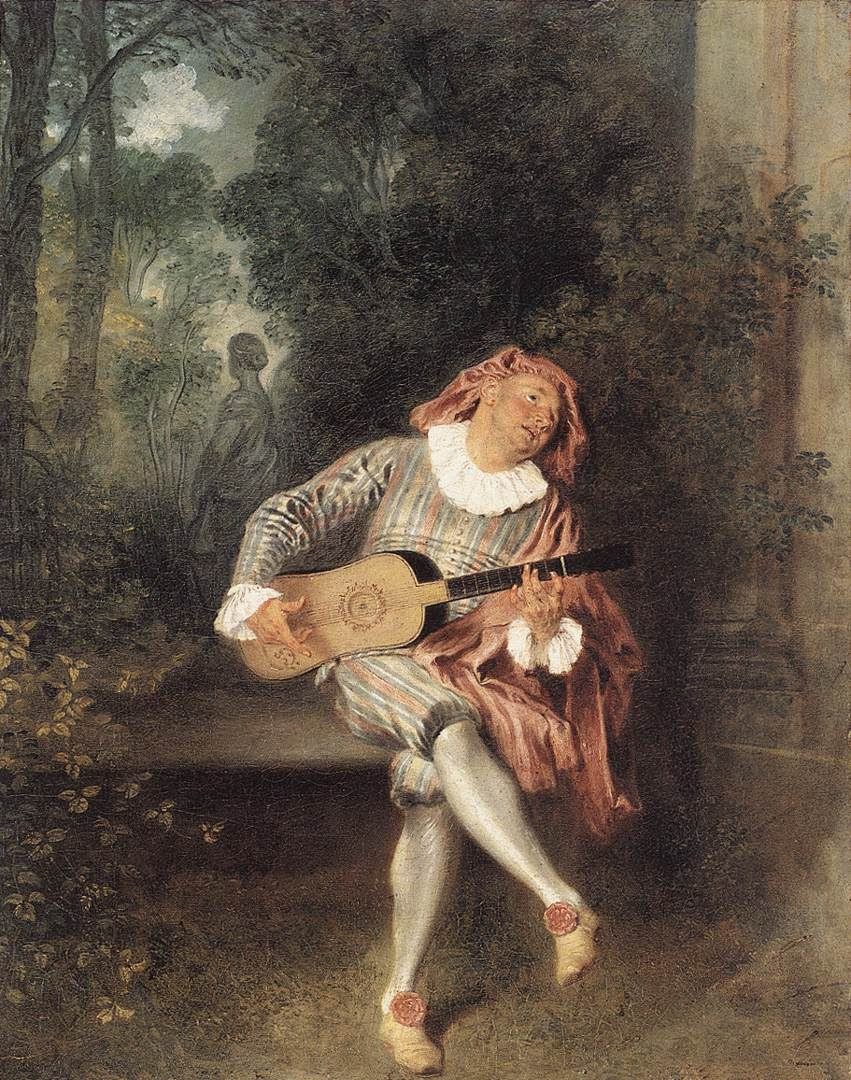
Меццетен. 1717—1719. Метрополитен-музей
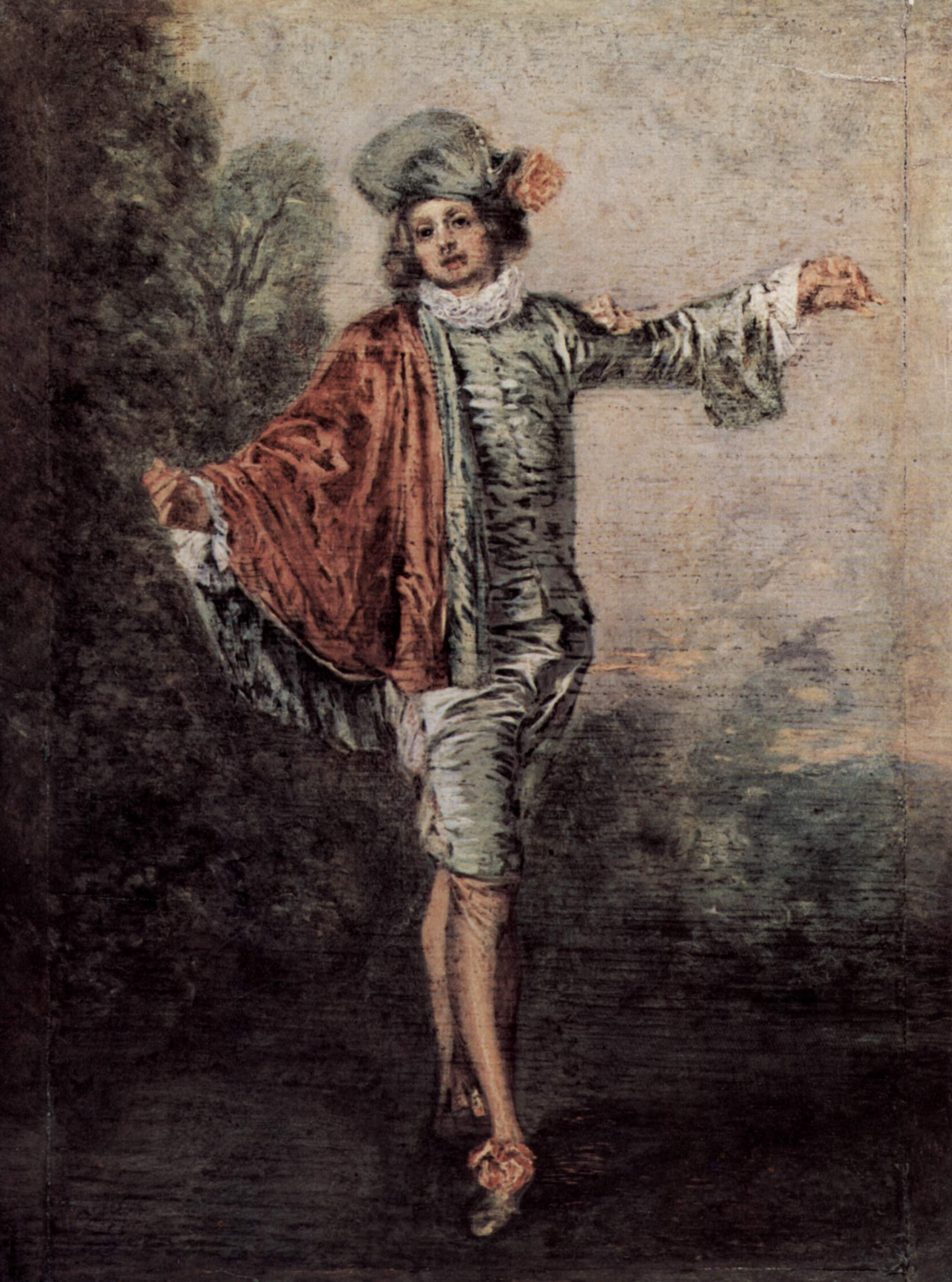
Равнодушный. 1717. Лувр
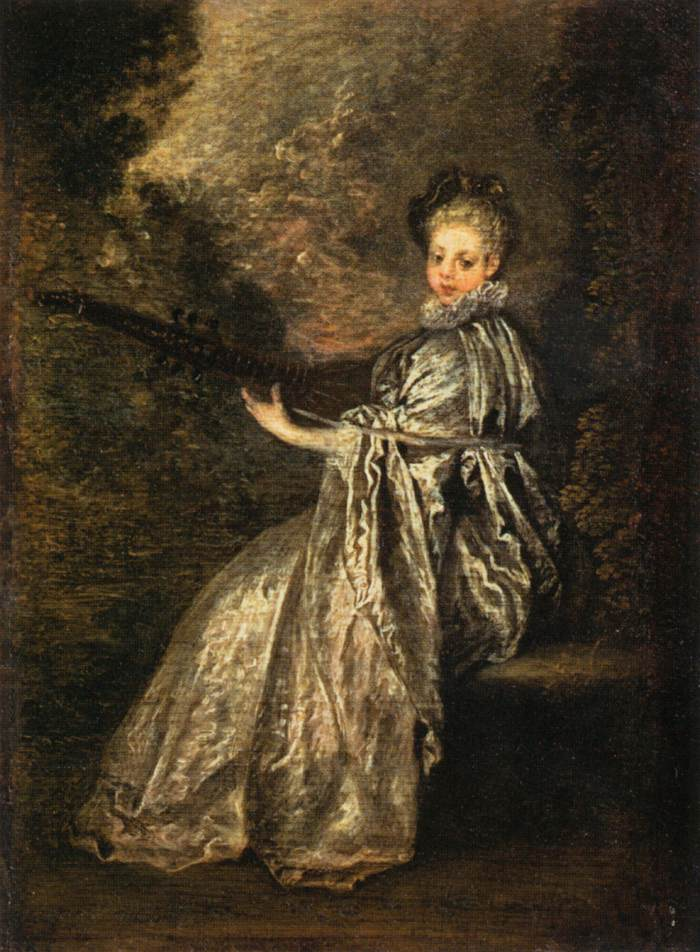
Финетта. Ок. 1717. Лувр
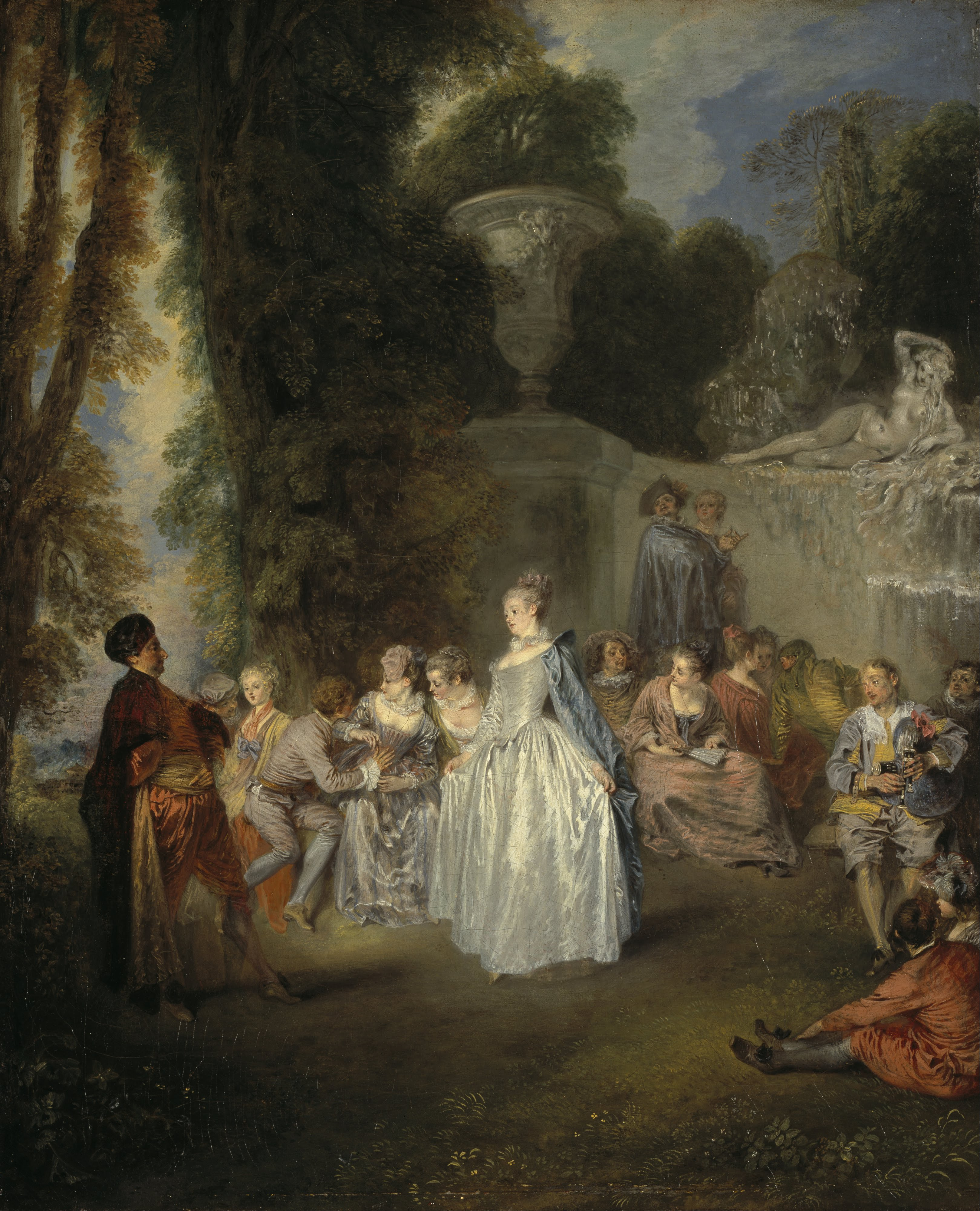
Венецианский праздник. 1718—1719. Национальная галерея Шотландии
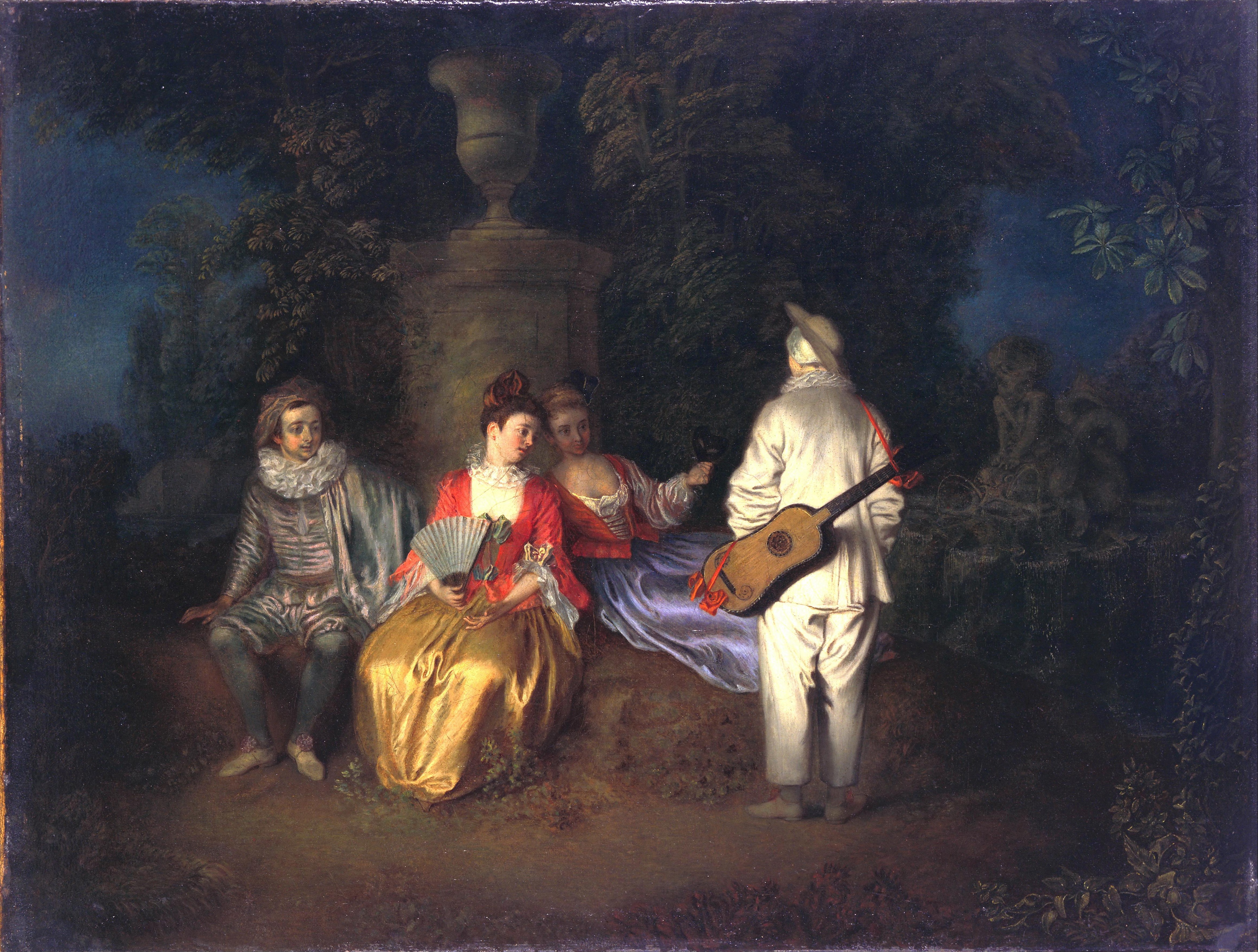
Четверо. Ок. 1713. Музей изобразительных искусств Сан-Франциско
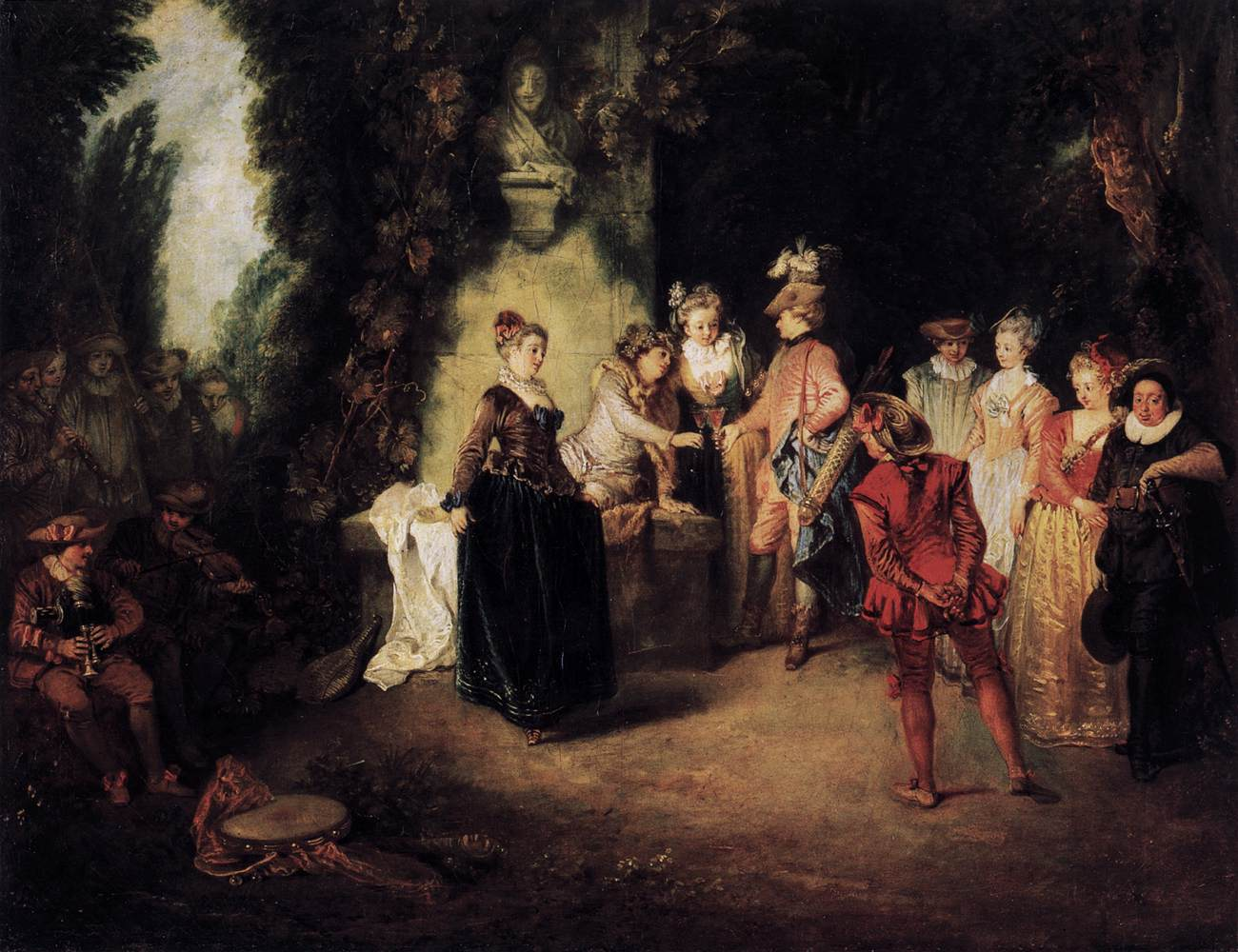
Любовь на французской сцене. Ок. 1716. Берлинская картинная галерея
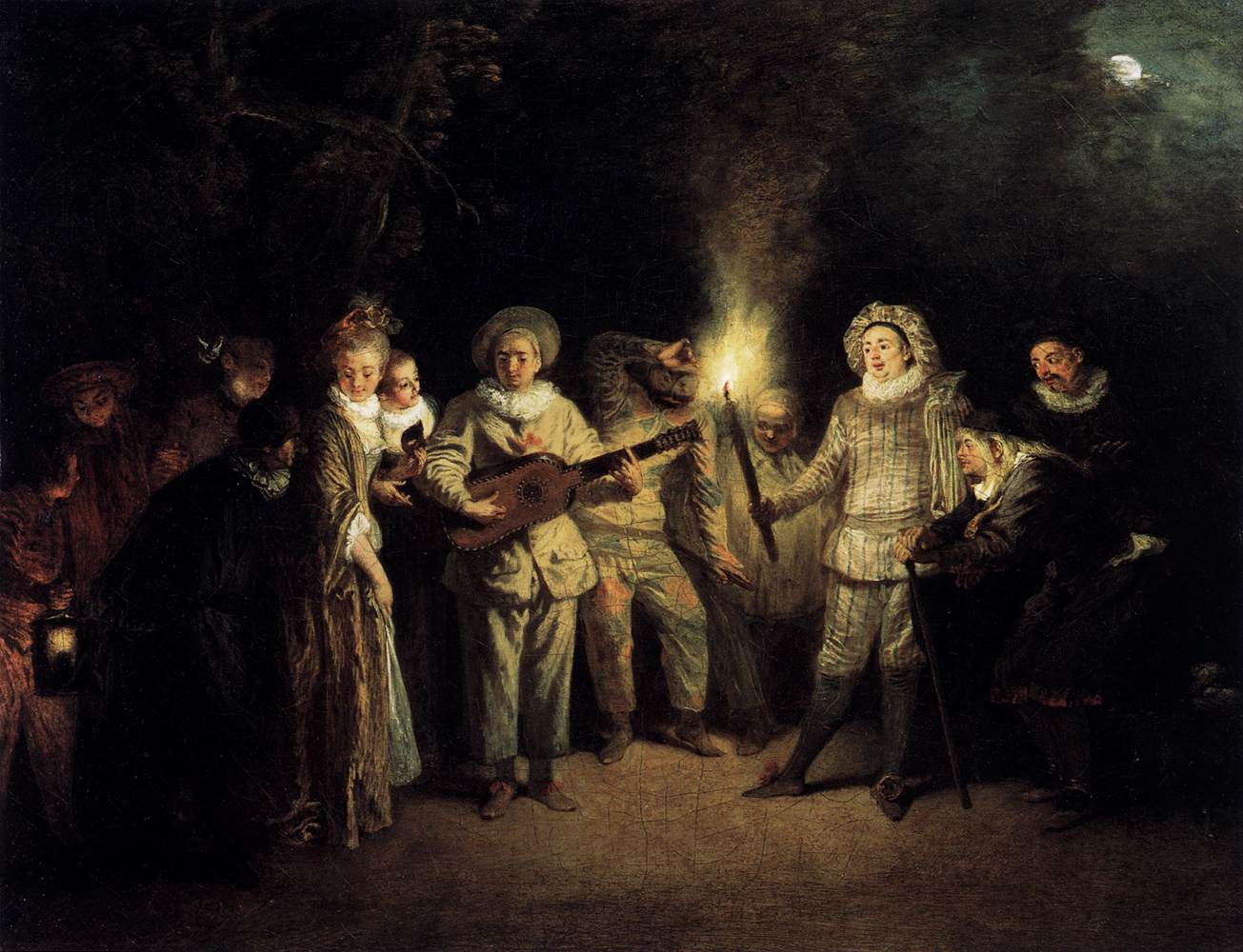
Любовь на итальянской сцене. Ок. 1716. Берлинская картинная галерея
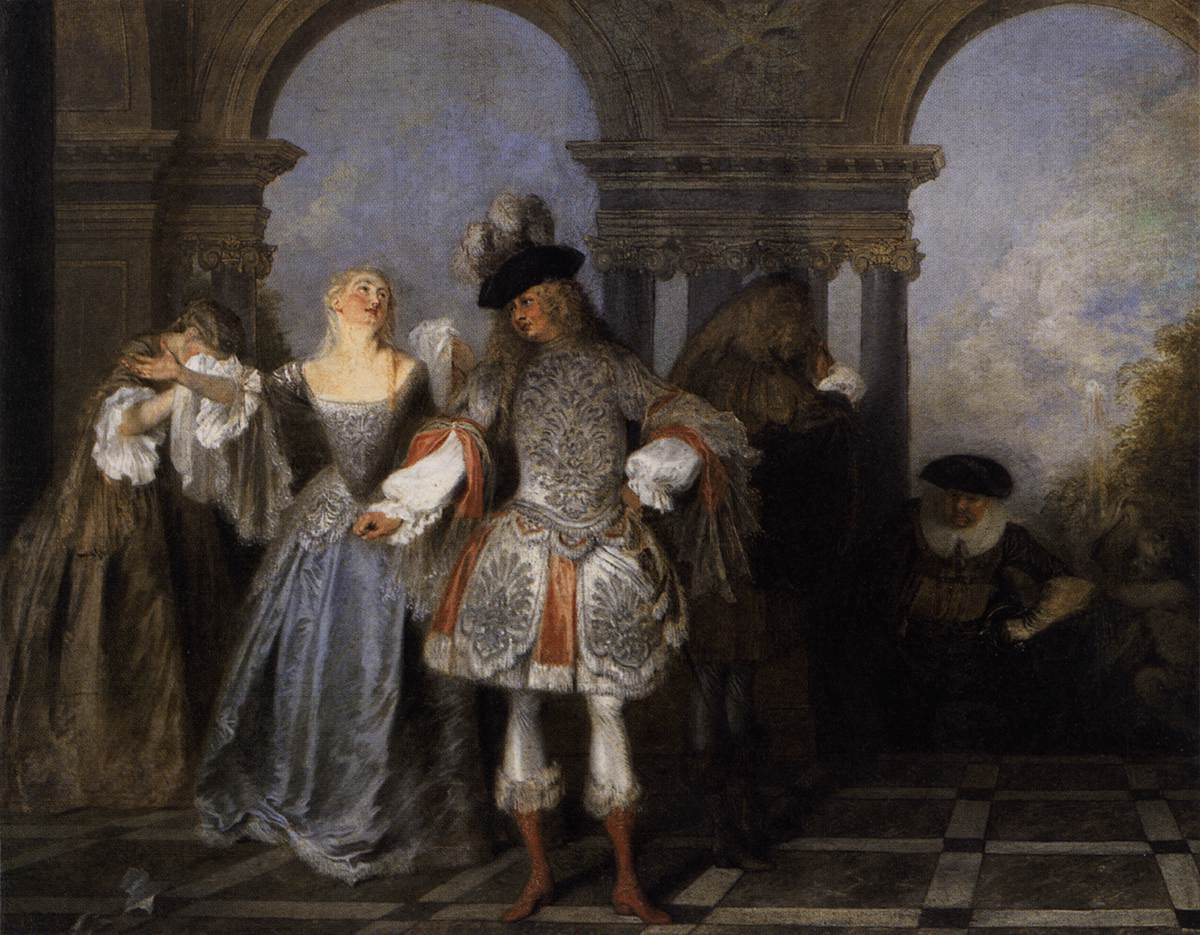
Актёры Французской комедии. Ок. 1720. Метрополитен-музей
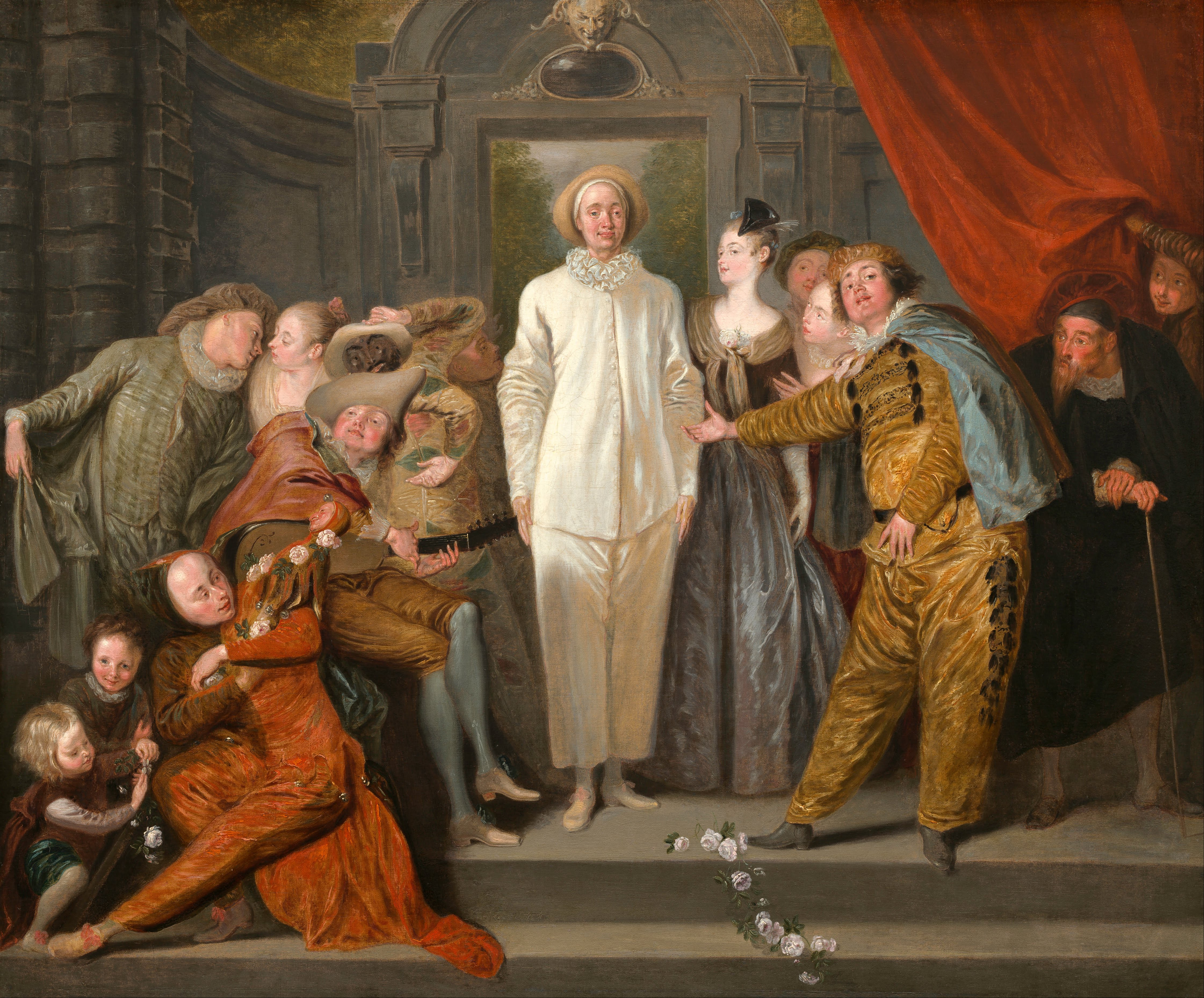
Итальянские комедианты. Ок. 1720. Вашингтонская национальная галерея
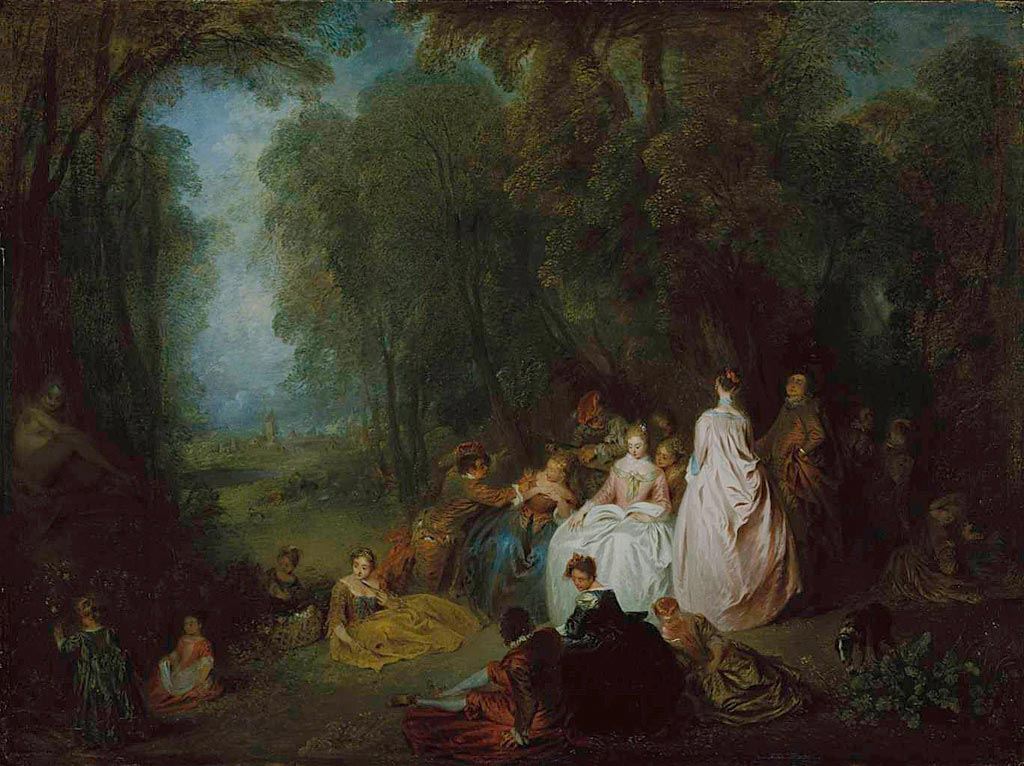
Вечерние развлечения в саду. 1718—1721. Чикагский институт искусств
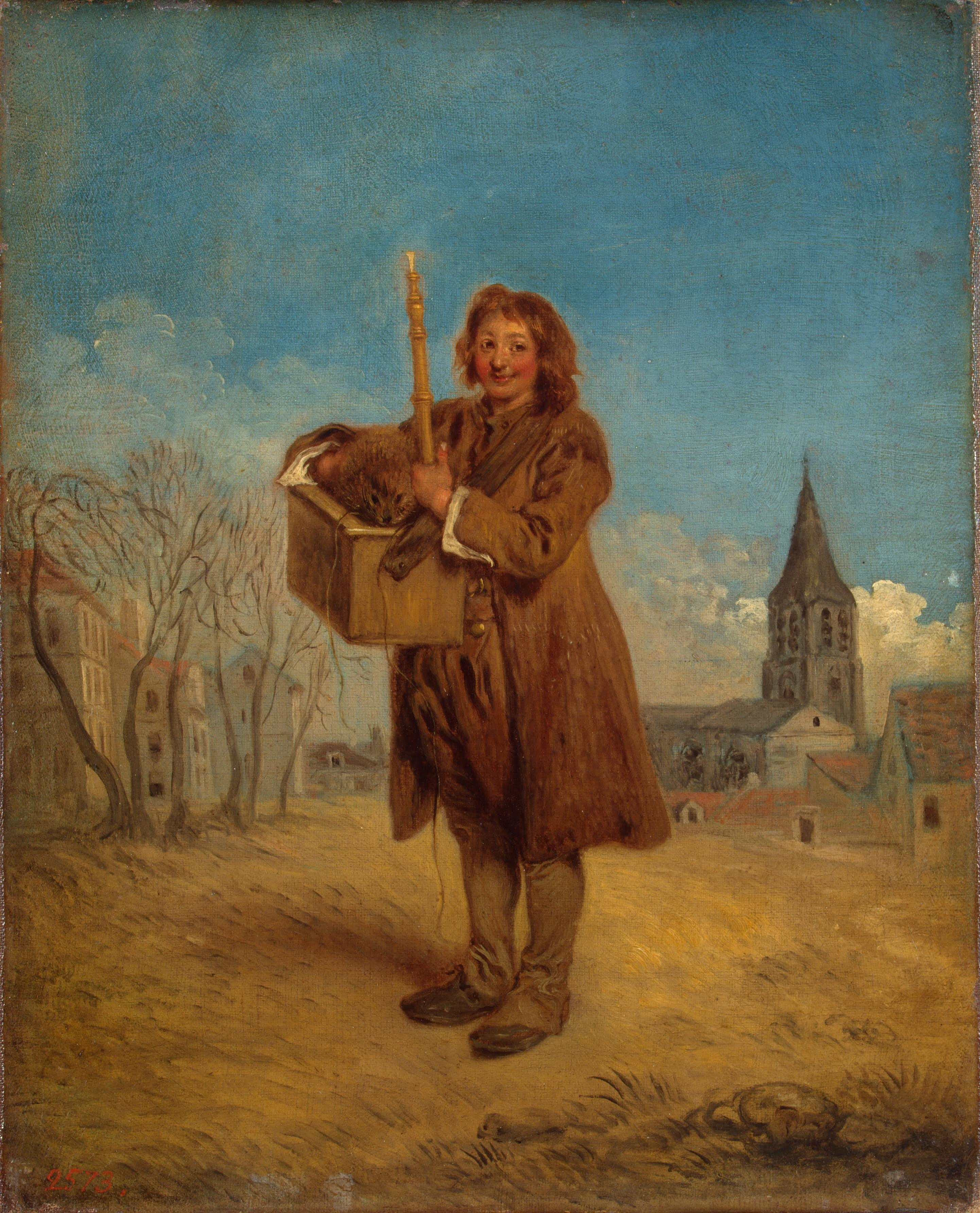
Савояр с сурком. Ок. 1716. Эрмитаж
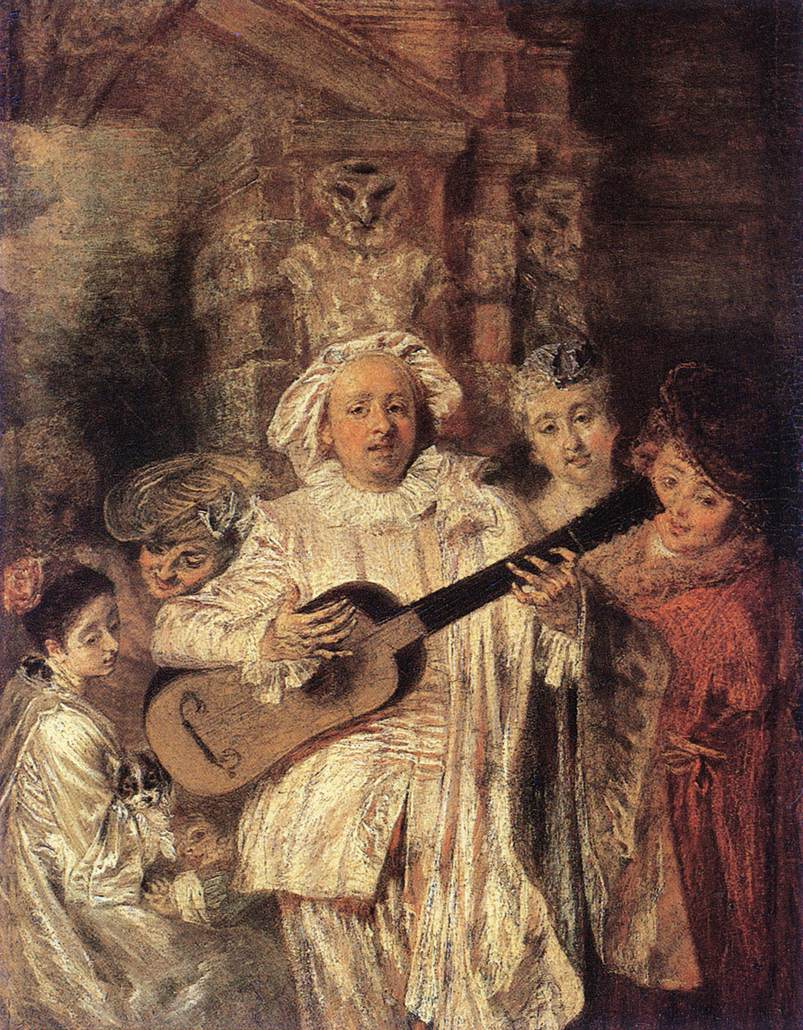
Жиль и его семья. Ок. 1716. Собрание Уоллеса, Лондон
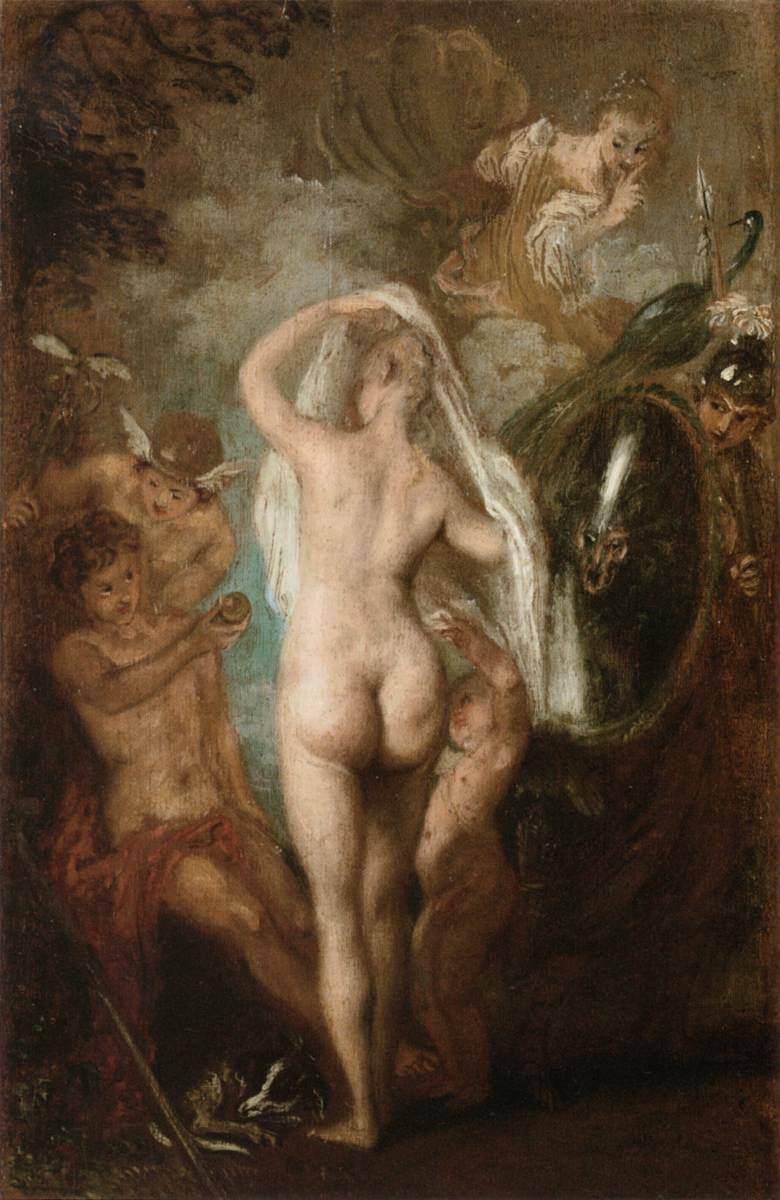
Суд Париса. 1718—1720. Лувр
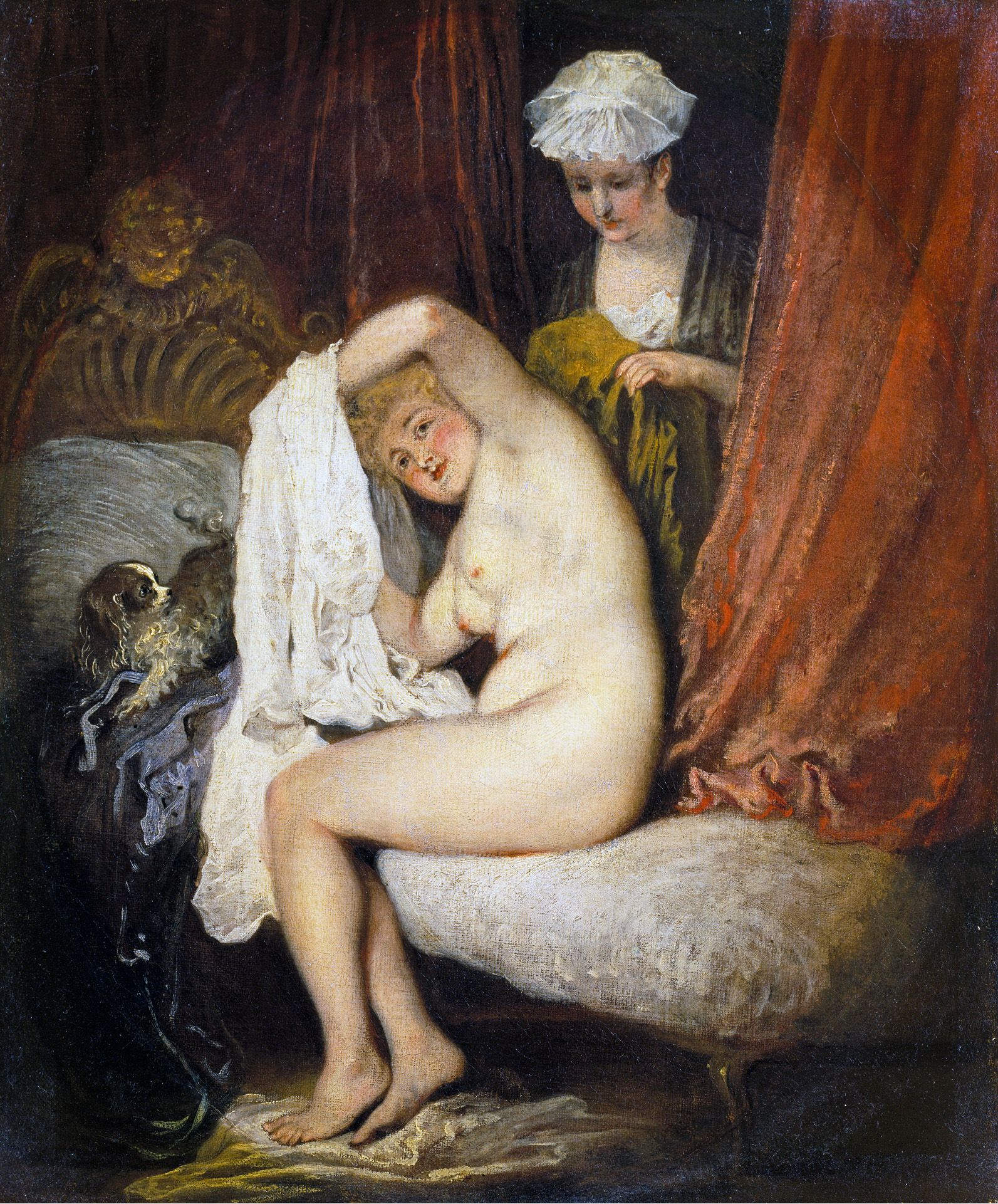
Утренний туалет. 1716–1718. Собрание Уоллеса, Лондон
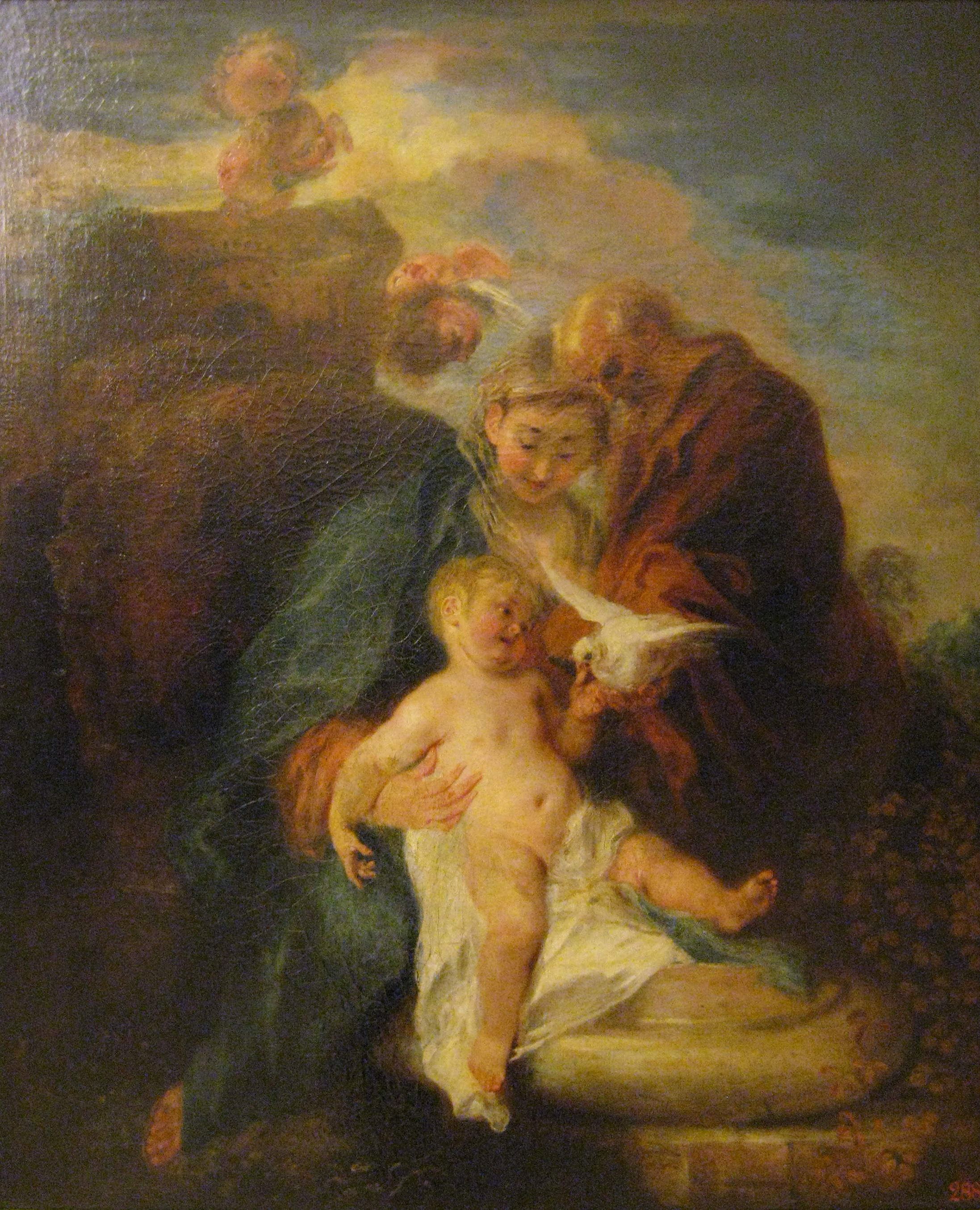
Святое семейство (Отдых на пути в Египет). Ок. 1719–1721. Эрмитаж
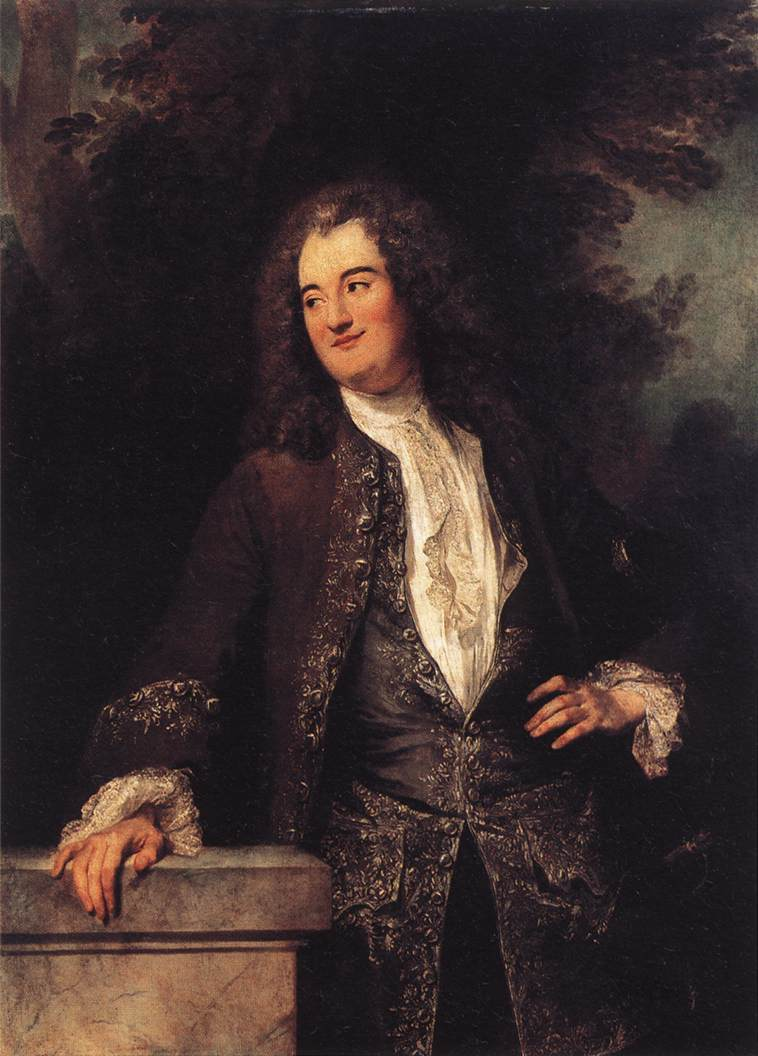
Мужской портрет. 1715—1720. Лувр